# 개구리 중사 케로로의 에피소드 목록
다음은 《개구리 중사 케로로》와 2014년에 방송된 《케로로》의 에피소드를 나열한 목록이다.

## 시리즈 개요
| 시즌 | 시즌 | 회수 | 방송 날짜      | 방송 날짜       |
| 시즌 | 시즌 | 회수 | 시즌 시작      | 시즌 종료       |
| ---- | ---- | ---- | -------------- | --------------- |
|      | 1    | 51   | 2004년 4월 3일 | 2005년 3월 26일 |
|      | 2    | 52   | 2005년 4월 1일 | 2006년 3월 31일 |
|      | 3    | 51   | 2006년 4월 7일 | 2007년 3월 30일 |
|      | 4    | 51   | 2007년 4월 6일 | 2008년 3월 29일 |
|      | 5    | 51   | 2008년 4월 5일 | 2009년 3월 28일 |
|      | 6    | 51   | 2009년 4월 5일 | 2010년 3월 27일 |
|      | 7    | 51   | 2010년 4월 3일 | 2011년 3월 26일 |
|      | 영화 | 5    | 2006년 3월 1일 | 2010년 2월 27일 |

## 에피소드

### 시즌 1 (2004–05)
| 일본 | 일본                                          | 일본                                  | 대한민국 | 대한민국                                    |
| 화수 | 방영 타이틀                                   | 방영 타이틀                           | 화수     | 방영 타이틀                                 |
| ---- | --------------------------------------------- | ------------------------------------- | -------- | ------------------------------------------- |
| 1-1  | 我が輩がケロロ軍曹 であります                 | 이 몸이 바로 케로로 군조              | 1-1      | 제가 바로 케로로 중사                       |
| 1-2  | ケロロ 大地に立つ であります                  | 케로로 대지에 서다                    | 1-2      | 케로로 대지에 서다                          |
| 2-1  | 桃華&タママ 出撃! であります                  | 모모카&타마마 출격!                   | 2-1      | 나라와 타마마 출격                          |
| 2-2  | 桃華&タママ 日向家上陸 であります             | 모모카&타마마 히나타가 상륙           | 2-2      | 나라와 타마마 우주네 집에 상륙              |
| 3-1  | ケロロ 危険臨界点突破 であります              | 케로로 위험임계점 돌파                | 3-1      | 케로로 위험임계점 돌파                      |
| 3-2  | ケロロ 極秘任務開始 であります                | 케로로 극비임무 개시                  | 3-2      | 케로로 극비임무 개시                        |
| 4-1  | ギロロ 宇宙でもっとも危険な男 であります      | 기로로 우주에서 가장 위험한 사나이    | 4-1      | 기로로 우주에서 가장 위험한 사나이          |
| 4-2  | ケロロ 雨時々危険な男 であります              | 케로로 비 가끔 위험한 사나이          | 4-2      | 케로로 비오면 때때로 위험한 사나이          |
| 5    | おもちゃを愛する男達の歌 であります           | 장난감을 사랑하는 사나이들의 노래     | 5        | 장난감을 사랑하는 사나이들의 노래           |
| 6-1  | 桃華 ラブラブ南海大作戦                       | 모모카 러브러브 남해 대작전           | 6-1      | 나라의 러브러브 남해 대작전                 |
| 6-2  | 桃華 ひゅ〜どろ南海大作戦 であります          | 모모카 휴~ 남해대작전                 | 6-2      | 나라의 귀신잡는 남해 대작전                 |
| 7-1  | モア はじめての地球破壊 であります            | 모아 첫 지구 파괴                     | 7-1      | 모아의 첫 지구 파괴                         |
| 7-2  | タママVSモア 結果はタママの負け であります    | 타마마VS모아 결과는 타마마의 패배     | 7-2      | 타마마 대 모아 결과는 타마마의 패배         |
| 8-1  | ケロロ 侵略作戦絶好調! であります             | 케로로 침략작전 절호조!               | 8-1      | 케로로의 승승장구 침략 작전                 |
| 8-2  | ケロロ 間違いだらけの基地作り であります      | 케로로 실수연발 기지건설              | 8-2      | 케로로의 실수투성이 기지 만들기             |
| 9-1  | 夏美 恋の行く手に来るクルル であります        | 나츠미 사랑에 실려 오다 쿠루루        | 9-1      | 한별이의 사랑의 행로에서 오는 쿠루루        |
| 9-2  | 日向秋 ダイナマイトな女 であります            | 히나타 아키 다이너마이트 같은 여자    | 9-2      | 엄마는 다이너마이트 같은 여자               |
| 10   | 決戦!第三大臼歯 であります                    | 결전! 제3대구치                       | 10       | 결전! 제3의 어금니                          |
| 11   | ケロロ小隊 テレビに出演せよ! であります       | 케로로 소대 TV에 출연하라!            | 11       | 케로로 소대 텔레비전에 출연하라!            |
| 12-1 | すもも アイドルは宇宙をこえて であります      | 스모모 아이돌은 우주를 넘어서         | 12-1     | 스모모의 아이돌스타는 우주를 뛰어 넘어      |
| 12-2 | ギロロ 戦場のちいさな天使 であります          | 기로로 전장의 작은 천사               | 12-2     | 기로로는 전쟁터의 작은 천사                 |
| 13-1 | ドロロ 忘れられた戦士 であります              | 도로로 잊혀진 전사                    | 13-1     | 도로로는 잊혀진 전사                        |
| 13-2 | ドロロ&小雪 友情は美しき哉 であります         | 도로로&코유키 우정은 아름다워         | 13-2     | 도로로와 설화의 우정은 아름답구나           |
| 14   | 五人集結! たぶん史上最大の作戦 であります     | 5명집결! 아마도 사상최대작전          | 14       | 다섯명 집결! 아마도 사상 최대의 작전        |
| 15-1 | 桃華 裏桃華降臨 であります                    | 모모카 다크 모모카 강림               | 15-1     | 나라의 음지의 나라 강림                     |
| 15-2 | 裏桃華 裏切りの裏側 であります                | 다크 모모카 배신의 이면               | 15-2     | 음지의 나라 배신의 이면                     |
| 16-1 | モア 裏モア降臨!? であります                  | 모아 다크 모아 강림!?                 | 16-1     | 모아 음지의 모아 강림                       |
| 16-2 | モア モアモア大パニック であります            | 모아 모아모아 대패닉                  | 16-2     | 모아의 모아모아 대소동                      |
| 17-1 | ケロロVS夏美 水中大決戦! であります           | 케로로VS나츠미 수중대결전!            | 17-1     | 케로로 대 한별이 수중 대결전                |
| 17-2 | 冬樹 ようこそホラーワールドへ であります      | 후유키 잘 오셨습니다 호러월드에       | 17-2     | 우주의 유령의 집으로 어서오세요             |
| 18   | 夏美 爆笑!オトナの海岸物語 であります         | 나츠미 폭소! 어른의 바닷가 이야기     | 18       | 웃음이 넘치는 한별이의 바닷가 이야기        |
| 19-1 | ケロロVS夏美 おまつり頂上決戦! であります     | 케로로VS나츠미 축제정상결전           | -        | -                                           |
| 19-2 | ケロロ あなたのお耳に侵略ラジオ であります    | 케로로 그대의 귀에 침략 라디오        | 48-1     | 케로로의 당신의 귓가에 들리는 침략 라디오   |
| 20-1 | 冬樹 ミーツ・ア・ガ〜ル であります            | 후유키 Meet a girl                    | 19-1     | 우주 소녀를 만나다                          |
| 20-2 | 冬樹 ノントルマの使者 であります              | 후유키 논토루마의 사자                | 19-2     | 우주 논트루마를 만나다                      |
| 21-1 | ケロロ 侵略も省エネでね であります            | 케로로 침략도 에너지 절약하며         | 20-1     | 케로로 침략도 에너지를 절약하며             |
| 21-2 | ケロロ 田舎にむけて突撃せよ! であります       | 케로로 시골을 향해 돌격하라!          | 20-2     | 케로로 시골을 향해 돌격                     |
| 22   | タママ 今日からボクが隊長ですぅ であります    | 타마마 오늘부터 내가 대장이에요       | 21       | 오늘부터 타마마가 대장이에요                |
| 23   | パニック! 日向家の最も騒がしい一日 であります | 패닉! 히나타가의 가장 소란스러운 하루 | 22       | 우주네 집의 가장 소란스러운 하루            |
| 24-1 | ケロロ 正義と貧乏の宇宙探偵 であります        | 케로로 정의와 가난의 우주탐정         | 23-1     | 정의와 빈곤의 우주탐정                      |
| 24-2 | 556 特撮就職最前線! であります                | 코고로 특촬취직 최전선!               | 23-2     | 556의 취업 최전선                           |
| 25   | 桃華 愛と青春と波乱の逃亡 であります          | 모모카 사랑과 청춘과 파란의 도망      | 24       | 나라의 사랑과 청춘 그리고 파란의 도망       |
| 26   | ケロロ 一致団結!運動会を侵略せよ であります   | 케로로 일치단결! 운동회를 침략하라    | 25       | 케로로의 일치단결 운동회를 침략하라         |
| 27-1 | ケロロ 父キタル 父カエル であります           | 케로로 아버지 오시다 아버지 가시다    | 26-1     | 케로로의 아버지가 오신다                    |
| 27-2 | ケロロ 温泉GO!GO!GO! であります               | 케로로 온천 GO!GO!GO!                 | 26-2     | 케로로 온천으로 GO!GO!GO!                   |
| 28-1 | ケロロ 雪合戦サバイバル であります            | 케로로 눈싸움 서바이벌                | 27-1     | 케로로의 눈싸움 서바이벌                    |
| 28-2 | クルル クックックッのクッ であります          | 쿠루루 큭큭큭의 큭                    | 27-2     | 쿠루루의 크크크크크                         |
| 29-1 | 夏美&小雪 舞台にかける青春 であります         | 나츠미&코유키 무대에 거는 청춘        | 28-1     | 한별이와 설화의 무대에 건 청춘              |
| 29-2 | ケロロ スクープはNG! であります               | 케로로 특종은 NG!                     | 28-2     | 케로로의 특종은 NG!                         |
| 30-1 | タママ ケロン星から来た少年 であります        | 타마마 케론성에서 온 소년             | 29-1     | 케론별에서 온 소년                          |
| 30-2 | 桃華 めざせナイスバディ であります            | 모모카 나이스 바디를 노려라!          | 29-2     | 나라의 쭉쭉빵빵한 몸매를 목표로             |
| 31   | ケロロ 帰りたい帰れない… であります           | 케로로 돌아가고 싶어 돌아갈 수 없어…  | 30       | 케로로의 돌아가고 싶어 돌아갈 수 없어       |
| 32-1 | ケロロ 動物隊員大集合 であります              | 케로로 동물대원 대집합                | 31-1     | 케로로의 동물대원 대모집                    |
| 32-2 | ギロロ ネコは言いたい であります              | 기로로 고양이는 말하고 싶다           | 31-2     | 기로로의 고양이는 말하고 싶다               |
| 33   | ケロロ小隊 アニメでペコポン侵略 であります    | 케로로 소대 애니메이션으로 지구침략   | 32       | 케로로 소대의 만화영화로 퍼렁별을 정복하라! |
| 34-1 | 桃華VS小雪 温泉争奪バトル であります          | 모모카VS코유키 온천쟁탈 배틀          | 33-1     | 나라 VS 설화의 온천 쟁탈 싸움               |
| 34-2 | ケロロ&冬樹 まったり行こっ であります         | 케로로&후유키 그냥 가보자             | 33-2     | 케로로와 우주의 찐하게 가자                 |
| 35   | 極秘!夏美のお誕生日大作戦 であります          | 극비! 나츠미의 생일 대작전            | 34       | 극비! 한별이의 생일대작전                   |
| 36-1 | ケロロ 死闘!軍曹VS冬将軍 であります           | 케로로 사투! 군조VS동장군             | 35-1     | 케로로 중사 VS 동장군의 사투                |
| 36-2 | 冬樹 そ〜なんですよ西澤さん であります        | 후유키 그~런거랍니다 니시자와상       | 35-2     | 우주의 그런거야..나라야                     |
| 37-1 | ドロロ きたれ忍者教室へ であります            | 도로로 오라 닌자 교실로               | 36-1     | 도로로의 닌자교실로 오라!                   |
| 37-2 | ケロロ の恐竜 であります                      | 케로로 의 공룡                        | 36-2     | 케로로의 공룡                               |
| 38-1 | ギロロ 愛の機動歩兵 であります                | 기로로 사랑의 기동보병                | 37-1     | 기로로는 사랑의 기동보병                    |
| 38-2 | ギロロVS夏美 めぐりあい…も であります         | 기로로VS나츠미 만남…도                | 37-2     | 기로로VS한별이 만남 또한..                  |
| 39-1 | ケロロ クリスマス大作戦 であります            | 케로로 크리스마스 대작전              | 38-1     | 케로로의 크리스마스 대작전                  |
| 39-2 | ケロロ 仕事納めの大掃除 であります            | 케로로 정리의 대청소                  | 38-2     | 케로로의 한 해를 마무리하는 대청소          |
| 40-1 | モア ていうか謹賀新年? であります             | 모아 것보다 근하신년?                 | -        | -                                           |
| 40-2 | ケロロ おせちもいいけど宿題もね であります    | 케로로 오세치도 좋지만 숙제도         | -        | -                                           |
| 41-1 | ケロロ すごろく攻略戦 であります              | 케로로 주사위게임 공략전              | 39-1     | 케로로의 주사위 공략전                      |
| 41-2 | ドロロ もーれつに熱血せよ であります          | 도로로 맹렬히 열혈하라                | 39-2     | 도로로의 맹렬하게 불타 올라라               |
| 42-1 | ケロロ 赤き血のケロロ小隊 であります          | 케로로 붉은 피의 케로로 소대          | 40-1     | 붉은 피의 케로로 소대                       |
| 42-2 | タママ 友情の嫉妬シュート! であります         | 타마마 우정의 질투 슛!                | 40-2     | 타마마의 우정의 질투슛                      |
| 43-1 | ギロロ 泣けない赤鬼 であります                | 기로로 울지 않는 빨간 도깨비          | 41-1     | 기로로의 울지마! 빨간 도깨비                |
| 43-2 | ギロロ 飛び出せ節分! であります               | 기로로 뛰어나와라 절분!               | 41-2     | 기로로의 뛰어 나와라! 중화절!               |
| 44-1 | ケロロVS冬樹 スポーツで激闘 であります        | 케로로VS후유키 스포츠로 격투          | 42-1     | 케로로 VS 우주 스포츠로 격투                |
| 44-2 | クルルVS秋 侵略ロボで爆闘 であります          | 쿠루루VS아키 침략로봇으로 폭투        | 42-2     | 쿠루루VS엄마 침략로봇으로 결투              |
| 45-1 | ケロロ 愛のいきなりだんご であります          | 케로로 사랑의 고구마떡                | 43-1     | 케로로의 사랑의 고구마 찹쌀떡               |
| 45-2 | 夏美&桃華 V(バレンタイン)作戦発動! であります | 나츠미&모모카 V(발렌타인)작전 발동!   | 43-2     | 한별이와 나라의 발렌타인데이 작전 발동      |
| 46   | ケロロ あなた忘れられていませんか? であります | 케로로 당신 잊혀지지 않았나요?        | 44       | 케로로의 당신은 잊혀지지 않았나요?          |
| 47-1 | 夏美 ひなまつりを守れ であります              | 나츠미 히나마츠리를 지켜라            | -        | -                                           |
| 47-2 | ケロロ アフロでみゃおん であります            | 케로로 파마머리로 먀옹                | 48-2     | 케로로의 파마머리로 냐오~!                  |
| 48-1 | ケロロ小隊 春のうららの大作戦 であります      | 케로로 소대 봄햇살 대작전             | 45-1     | 케로로 소대의 나른한 봄날 대작전            |
| 48-2 | 冬樹 ダメダメハザード救出作戦 であります      | 후유키 의욕상실 해저드 구출작전       | 45-2     | 우주의 귀차니즘 해저드 구출 대작전          |
| 49-1 | クルル 宇宙でうまくやる方法 であります        | 쿠루루 우주에서 잘사는 방법           | 46-1     | 쿠루루의 우주에서 살아가는 방법             |
| 49-2 | 桃華 W-(ホワイト)デイ頂上作戦 であります      | 모모카 W(화이트)데이 정상작전         | 46-2     | 나라의 화이트데이 사수작전                  |
| 50-1 | 夏美 高熱の地球戦士 であります                | 나츠미 고열의 지구전사                | 47-1     | 한별이의 고열의 지구전사                    |
| 50-2 | ギロロ 俺がやらねば誰がやる であります        | 기로로 내가 안하면 누가 하나          | 47-2     | 기로로의 내가 안하면 누가 하나!             |
| 51   | ケロロ小隊 撤退!さらばペコポンよ であります   | 케로로 소대 철수! 안녕 지구여         | 49       | 케로로 소대 철수 안녕! 퍼렁별이여!          |

### 시즌 2 (2005–06)
| 일본 | 일본 | 일본 | 대한민국    | 대한민국 |
| 화수 | 방영 타이틀 | 방영 타이틀 | 화수        | 방영 타이틀 |
| ---- | --- | --- | ----------- | --- |
| 52-1 | ケロロ 再び大地に立つ! であります | 케로로 다시 대지에 서다! | 1-1 (50-1)  | 케로로 또다시 대지에 서다 |
| 52-2 | タママ 黒いタママ であります | 타마마 검은 타마마 | 1-2 (50-2)  | 타마마의 검은 타마마 |
| 53-1 | ケロロ お宝侵略大作戦! であります | 케로로 보물침략대작전! | 2-1 (51-1)  | 케로로의 보물 침략 대작전 |
| 53-2 | アンゴル・モア 花見でモアモア〜 であります | 앙골모아 꽃구경으로 모아모아~ | 2-2 (51-2)  | 앙골모아의 꽃놀이로 모아모아 |
| 54-1 | 冬樹 名探偵は僕? であります | 후유키 명탐정이 바로 나? | 3-1 (52-1)  | 우주의 명탐정은 나 |
| 54-2 | ドロロ 復活の戦士 であります | 도로로 부활한 전사 | 3-2 (52-2)  | 도로로의 부활한 전사 |
| 55-1 | ギロロ 蘇ったソルジャー であります | 기로로 되살아난 솔저 | 4-1 (53-1)  | 기로로의 부활한 솔저 |
| 55-2 | 冬樹 およげこいのぼり! であります | 후유키 헤엄쳐라 코이노보리! | -           | - |
| 56-1 | 夏美&小雪 テニスのプリンセス であります | 나츠미&코유키 테니스의 프린세스 | 4-2 (53-2)  | 한별이와 설화의 테니스의 공주 |
| 56-2 | ケロロ 侵略日和のさつき晴れ であります | 케로로 침략날씨는 맑음 | 45-1 (94-1) | 케로로의 침략날씨는 맑음 |
| 57-1 | ドロロ 逆襲するは我にあり であります | 도로로 역습은 내가 하겠소 | 5-1 (54-1)  | 도로로의 역습은 내가 하겠소 |
| 57-2 | 巨大カエル対南海の大怪獣 であります | 거대 개구리 대 남해의 대괴수 | 5-2 (54-2)  | 3대 해산물 괴수(오징어, 꽃게, 거북이) 등장 |
| 58-1 | ケロロ 自販機で侵略せよ であります | 케로로 자판기로 침략하라 | 6-1 (55-1)  | 케로로의 자판기로 침략하라 |
| 58-2 | タママ 覚醒!新必殺技 であります | 타마마 각성! 신필살기 | 6-2 (55-2)  | 타마마의 각성 신필살기 |
| 59-1 | ケロロ 育てよ城! であります | 케로로 성을 세우자! | -           | - |
| 59-2 | ケロロ の、動く城! であります | 케로로 의, 움직이는 성! | -           | - |
| 60-1 | ケロロ ケロケロマシン猛レース であります | 케로로 케로케로머신 맹렬 레이스 | 7-1 (56-1)  | 케로로의 케로케로머신 죽음의 레이스 |
| 60-2 | モア 眠り姫ってゆーか安眠希望? であります | 모아 잠자는 공주 것보다 수면희망? | 7-2 (56-2)  | 모아의 잠자는 공주 말하자면 수면희망 |
| 61-1 | 冬樹 謎の転校少女にナニが起こったか? であります | 후유키 수수께끼의 전학소녀에게 무슨 일이 일어났나? | 8-1 (57-1)  | 우주의 수수께끼 전학 여학생한테 무슨 일이 일어났나 |
| 61-2 | 夏美&サブロー 戻れないフ・タ・リ であります | 나츠미&사부로 돌아갈 수 없는 두·사·람 | 8-2 (57-2)  | 한별이와 사빈이의 돌아올 수 없는 두 사람 |
| 62-1 | 桃華&夏美&モア 怪盗モアピーチサマー であります | 모모카&나츠미&모아 괴도 모아피치썸머 | 9-1 (58-1)  | 나라와 한별이 모아의 괴도 모아 컨트리 스타 |
| 62-2 | ケロロ 必勝!水中大決戦 であります | 케로로 필승! 수중대결전 | 9-2 (58-2)  | 케로로의 필승 수중대결전 |
| 63-1 | ケロロ 教師ゲロゲロ物語! であります | 케로로 교사 게로게로 이야기! | 10-1 (59-1) | 케로로의 교사 개굴개굴 이야기 |
| 63-2 | ケロロ 再会、父よ であります | 케로로 재회, 아버지여 | 10-2 (59-2) | 케로로의 다시 만난 아버지여 |
| 64-1 | ケロロ 吸うなら吸え!ウソやっぱやめて であります | 케로로 빨아갈테면 빨아가라! 뻥이야 역시 하지마 | 11-1 (60-1) | 케로로의 빨아갈테면 빨아가라 거짓말이야 하지마 |
| 64-2 | ドロロ トラウマからの脱出 であります | 도로로 트라우마로부터의 탈출 | 11-2 (60-2) | 도로로의 트라우마에서 탈출 |
| 65-1 | ケロロ ペコポンにほえろ! であります | 케로로 지구에 울부 짖어라! | 12-1 (61-1) | 케로로의 지구에 울부 짖어라! |
| 65-2 | タママ ケロン星からの訪問者 であります | 타마마 케론성으로부터의 방문자 | 12-2 (61-2) | 타마마의 케론별에서 온 손님 |
| 66-1 | ギロロ 愛の救出大作戦 であります | 기로로 사랑의 구출대작전 | 13-1 (62-1) | 기로로의 사랑의 구출 대작전 |
| 66-2 | 夏美&小雪 ドッキドッキ初デート であります | 나츠미&코유키 두근두근 첫 데이트 | 13-2 (62-2) | 한별이와 설화의 두근두근 첫 데이트 |
| 67-1 | 冬樹&桃華 ひみつのミステリーデート であります | 후유키&모모카 비밀의 미스테리 데이트 | 14-1 (63-1) | 우주와 나라의 남몰래 폐교 데이트 |
| 67-2 | ケロロ なあ、ゲームを作ろうじゃないか であります | 케로로 이보게, 게임을 만들지 않겠나 | 14-2 (63-2) | 케로로의 이봐 게임을 만들지 않겠나 |
| 68-1 | ケロロ 大改造!リフォームは劇的に であります | 케로로 대개조! 리폼은 극적으로 | 15-1 (64-1) | 케로로의 대개조 케로로의 러브 하우스 |
| 68-2 | ドロロ いざまいる!宿命の対決 であります | 도로로 자 간다! 숙명의 대결 | 15-2 (64-2) | 도로로의 자아 덤벼라 숙명의 대결 |
| 69-1 | 夏美と冬樹 の神隠し であります | 나츠미와 후유키 의 행방불명 | 16-1 (65-1) | 한별이와 우주의 행방불명 |
| 69-2 | ケロロ 恒例!真夏のお笑いバトル であります | 케로로 항례! 한여름의 만담배틀 | 16-2 (65-2) | 케로로의 한여름의 개그 대결 |
| 70-1 | ケロン人VSペコポン人 ついに全面対決か!? であります | 케론인VS지구인 드디어 전면대결인가!? | 45-2 (94-2) | 케론인 대 퍼렁별인 마침내 전면 대결인가 |
| 70-2 | 小雪 ドッキドッキ初おむすび であります | 코유키 두근두근 첫 주먹밥 | -           | - |
| 71   | 極悪!迷惑! 宇宙宿題忘れ王伝説 であります | 극악! 민폐! 우주숙제 망각왕 전설 | 17 (66)     | 최고의 귀차니즘 우주의 잊어버린 숙제 |
| 72-1 | ケロロ 鉄人シェフの挑戦状 であります | 케로로 철인요리사의 도전장 | 18-1 (67-1) | 케로로의 요리달인의 도전장 |
| 72-2 | タママ 最強戦士の挑戦状ですぅ であります | 타마마 최강전사의 도전장이에요 | 18-2 (67-2) | 타마마의 최강 전사의 도전장이에요 |
| 73   | 冬樹 198X 僕たちの夏休み であります | 후유키 198X 우리들의 여름방학 | 19 (68)     | 우주의 198X년 우리들의 여름방학 |
| 74   | あっと驚く〜特別企画 ゲロゲロ30分! であります | 앗 깜짝이야~특별기획 게로게로 30분! | 20 (69)     | 헉 하고 놀랄만한 특별기획 케로케로 30분 |
| 75   | 桃華 覚醒!三番目の桃華 であります | 모모카 각성! 세 번째 모모카 | 21 (70)     | 나라의 각성 세 번째 나라 |
| 76   | ケロロ小隊 私を月へ連れてって であります | 케로로 소대 날 달에 데려다줘 | 22 (71)     | 케로로 소대의 나를 달로 데려다줘 |
| 77-1 | タママ 結婚するって本当ですか? であります | 타마마 결혼하다니 진짜입니까? | 23-1 (72-1) | 타마마의 결혼한다는 게 정말이에요 |
| 77-2 | タママ 封印タママインパクト であります | 타마마 봉인 타마마 임팩트 | 23-2 (72-2) | 타마마의 봉인 타마마 임팩트 |
| 78   | ケロロ 宝さがしはやっぱ宝島だよね であります | 케로로 보물찾기는 역시 보물섬이지 | 24 (73)     | 케로로의 보물찾기는 역시 보물섬에서 |
| 79-1 | 冬樹 運動会はあきらめない であります | 후유키 운동회는 포기하지 않겠다 | 25-1 (74-1) | 우주의 운동회는 포기하지 않아 |
| 79-2 | ギロロ 猫は知ってる であります | 기로로 고양이는 안다 | 25-2 (74-2) | 기로로의 고양이는 안다 |
| 80   | ケロロ いや〜家出ってホント寂しいもんですね であります | 케로로 이야~ 가출은 정말 쓸쓸한 거로군 | 26 (75)     | 케로로의 이야아~ 가출은 정말로 쓸쓸한거구나 |
| 81-1 | ギロロ 真っ赤なド根性の日々 であります | 기로로 새빨간 근성의 나날 | 27-1 (76-1) | 기로로의 새빨간 끈기의 나날 |
| 81-2 | 戦え小雪! 大切な人を守るために であります | 싸워라 코유키! 소중한 사람을 지키기 위해 | 27-2 (76-2) | 싸워라 설화! 소중한 사람을 위해 |
| 82-1 | 623 僕のラジオにでない? であります | 623 내 라디오에 나올래? | 28-1 (77-1) | 623의 MY 라디오에 나올래? |
| 82-2 | ケロロVS夏美 1/6ガチンコバトル! であります | 케로로VS나츠미 1/6 전력 배틀! | 28-2 (77-2) | 케로로VS한별 1/6 장난감 대결 |
| 83-1 | ケロロ 温泉混浴露天風呂殺人事件 湯煙にさすらう宇宙一不幸な兄妹の魂 兄が作ったカラーボックス温泉 いざ入ろうとすれば片足しか入んなくて、 ショックで足を滑らせた兄が気絶する時、 湯の花に妹の涙が舞い落ちる であります | 케로로 온천혼욕노천탕 살인사건 연기 속을 떠도는 우주제일불행 자매의 영혼 오빠가 만든 칼라박스 온천 들어가려고 했더니 한쪽 발만 들어가서 쇼크로 발이 미끄러진 오빠가 기절할 때 여동생의 눈물이 춤추며 떨어진다 | 29-1 (78-1) | 케로로의 온천에서 일어난 살인사건 연기 속을 떠도는 우주에서 제일 불쌍한 남매의 영혼 오빠가 만든 수납장 온천 들어가려고 했더니 한쪽 발밖에 담글 수 없어 충격으로 미끄러진 오빠가 기절할 때 동생의 눈물이 춤을 추며 온천에 떨어진다 |
| 83-2 | クルル とことん嫌なヤツ であります | 쿠루루 끝내주게 싫은 녀석 | 29-2 (78-2) | 쿠루루는 뼛 속까지 재수없는 녀석 |
| 84-1 | 桃華 ちょっと宇宙でランチでも であります | 모모카 잠깐 우주에서 점심이라도 | 30-1 (79-1) | 나라의 잠시 우주에서 점심이라도.. |
| 84-2 | ケロロ 松茸を狩れ! であります | 케로로 송이버섯을 따라! | 30-2 (79-2) | 케로로의 송이버섯을 잡아라 |
| 85-1 | ケロロ ガシャッとまわせばいれかわり であります | 케로로 달그락 돌리면 바꿔치기 | 31-1 (80-1) | 케로로의 달칵하고 돌리면 뒤바뀌는 몸 |
| 85-2 | 夏美 魔法少女になれたら… であります | 나츠미 마법소녀가 된다면… | 31-2 (80-2) | 한별이의 마법소녀가 된다면.. |
| 86-1 | 夏美&冬樹 悪魔のすむ日向家 であります | 나츠미&후유키 악마가 사는 히나타가 | 32-1 (81-1) | 한별이와 우주의 악마가 사는 우리집 |
| 86-2 | ケロロ なれ! スーパーヒーローに であります | 케로로 되어라! 슈퍼 히어로가 | 32-2 (81-2) | 케로로의 슈퍼 영웅이 되어라 |
| 87-1 | ケロロ 祝え!ハッピーバースデイ であります | 케로로 축하해줘! 해피버스데이 | 33-1 (82-1) | 케로로의 축하해줘 Happy Birthday |
| 87-2 | モア ふしぎの国のモア であります | 모아 이상한 나라의 모아 | 33-2 (82-2) | 모아의 이상한 나라의 모아 |
| 88   | ダソヌ☆マソ ペコポンはもらった! ブッチャ毛ほしくもないけどね であります | 다소누마소 지구는 접수한다! 사실 줘도 안 받지만 | 34 (83)     | 댄스는 맨홀의 퍼렁별을 접수한다 톡 까놓고 말해서 갖고 싶지는 않지만.. |
| 89-1 | ギロロ 七つの顔の男だぜ であります | 기로로 일곱 얼굴을 가진 남자라고 | 35-1 (84-1) | 기로로의 일곱가지 얼굴을 가진 사나이 |
| 89-2 | 冬樹 盛り上がれ!オカルト大会 であります | 후유키 불타라! 오컬트 대회 | 35-2 (84-2) | 우주의 싸워라! 심령과학 동아리의 존폐를 걸고 |
| 90   | ケロロ メリークリスマスが言えなくて であります | 케로로 메리 크리스마스란 말을 못해 | 36 (85)     | 케로로의 메리 크리스마스라는 말을 못해서.. |
| 91-1 | ケロロ 新年・新生ケロロ誕生 であります | 케로로 신년·신생 케로로 탄생 | 37-1 (86-1) | 케로로의 새해 새롭게 태어난 케로로 |
| 91-2 | 小雪 おばあちゃんがやってきた であります | 코유키 할머니가 나타났다 | 37-2 (86-2) | 설화의 할머니가 오셨다 |
| 92-1 | ケロロ小隊 大空より愛をこめて であります | 케로로 소대 넓은 하늘에 사랑을 담아 | -           | - |
| 92-2 | 桃華対モア 激突はねつきバトル であります | 모모카 대 모아 격돌 하네츠키 배틀 | -           | - |
| 93-1 | 夏美 侵入!秘密基地 であります | 나츠미 침입! 비밀기지 | 38-1 (87-1) | 한별이의 침입 비밀기지 |
| 93-2 | 日向秋 たぶん宇宙最強の女 であります | 히나타 아키 아마도 우주 최강의 여자 | 38-2 (87-2) | 엄마는 아마도 우주 최강의 여자 |
| 94   | カララ&タルル ペコポンをもらっちゃおう! であります | 카라라&타루루 지구를 접수하자! | 39 (88)     | 카라라와 타루루의 퍼렁별을 접수한다 |
| 95   | 夏美 ギロロ散る? 決死の救出作戦 であります | 나츠미 기로로 죽다? 결사의 구출작전 | 40 (89)     | 한별이의 기로로 죽다 필사의 구출작전 |
| 96-1 | モアピーチサマースノー 決戦バレンタイン であります | 모아피치썸머스노우 결전 발렌타인 | 41-1 (90-1) | 모아 컨트리 스타 스노우의 결전 Valentine Day |
| 96-2 | ケロロ 世にも不幸な物語 であります | 케로로 정말 불행한 이야기 | 41-2 (90-2) | 케로로의 세상에서 제일 불행한 이야기 |
| 97-1 | 桃華 強敵と書いて"とも"と読む であります | 모모카 강적이라 적고 "친구"라 읽는다 | 42-1 (91-1) | 나라의 강적이지만 친구 |
| 97-2 | ケロロ&冬樹 ふたりで… であります | 케로로&후유키 둘이서… | 42-2 (91-2) | 케로로와 우주의 둘이서 |
| 98-1 | 桃華 駆け落ち大作戦 であります | 모모카 사랑의 도피 대작전 | 43-1 (92-1) | 나라의 사랑의 도주 대작전 |
| 98-2 | ドロロ&小雪 出会いの記憶 であります | 도로로&코유키 만남의 기억 | 43-2 (92-2) | 도로로와 설화의 만남의 기억 |
| 99-1 | 夏美 名犬ナッチー であります | 나츠미 명견 낫치 | 44-1 (93-1) | 한별이의 명견 별이 |
| 99-2 | ケロロ わんぱくケロッパー であります | 케로로 개구쟁이 케롯파 | 44-2 (93-2) | 케로로의 개구쟁이 케로돌 |
| 100  | ケロロ え?我が輩…誰?みんな…誰? であります | 케로로 어? 이 몸은…누구? 모두…누구? | 46 (95)     | 케로로의 어어? 난..누구? 여러분은..누구? |
| 101  | ケロロ小隊 ペコポンが静止する日!? であります | 케로로 소대 지구가 정지하는 날!? | 47 (96)     | 케로로 소대의 퍼렁별이 정지하는 날? |
| 102  | ケロロ小隊 ペコポン!!滅び行くか愛の星よ!! であります | 케로로 소대 지구!! 멸망하는가 사랑의 별이여!! | 48 (97)     | 케로로 소대의 퍼렁별 멸망하는가? 사랑의 별이여! |
| 103  | ケロロ小隊 まごころを君に であります | 케로로 소대 진심을 그대에게 | 49 (98)     | 케로로 소대의 진심을 그대에게.. |

### 시즌 3 (2006–07)
| 일본  | 일본                                                     | 일본                                              | 대한민국     | 대한민국                                    |
| 화수  | 방영 타이틀                                              | 방영 타이틀                                       | 화수         | 방영 타이틀                                 |
| ----- | -------------------------------------------------------- | ------------------------------------------------- | ------------ | ------------------------------------------- |
| 104-1 | ケロロ さらば愛しきケロロ! であります                    | 케로로 안녕 사랑하는 케로로!                      | 1-1 (99-1)   | 케로로의 안녕..사랑스러운 케로로            |
| 104-2 | ケロロ 滅亡へのカウントダウン であります                 | 케로로 멸망의 카운트다운                          | 1-2 (99-2)   | 케로로의 멸망의 카운트다운                  |
| 105-1 | ケロロ 新装開店スマイルセール! であります                | 케로로 신장개업 스마일 세일!                      | 2-1 (100-1)  | 케로로의 신장개업 스마일 세일               |
| 105-2 | 桃華 お花見でラブラブ大乱戦! であります                  | 모모카 꽃구경으로 러브러브 대난전!                | 2-2 (100-2)  | 나라의 벚꽃놀이에서 러브러브 난투극         |
| 106-1 | 冬樹&夏美 勝手に侵入者 であります                        | 후유키&나츠미 멋대로 침입자                       | 3-1 (101-1)  | 우주와 한별이의 위풍당당 침략자             |
| 106-2 | ギロロ 趣味の時間 であります                             | 기로로 취미의 시간                                | 3-2 (101-2)  | 기로로의 취미의 시간                        |
| 107-1 | 夏美 恐怖の身体検査 であります                           | 나츠미 공포의 신체검사                            | 4-1 (102-1)  | 한별이의 공포의 신체검사                    |
| 107-2 | 冬樹&夏美 姉弟大戦争! であります                         | 후유미&나츠미 남매 대전쟁!                        | 4-2 (102-2)  | 우주와 한별이의 남매 대전쟁                 |
| 108-1 | タママ 独占!オトナの時間 であります                      | 타마마 독점! 어른의 시간                          | 5-1 (103-1)  | 타마마의 독점! 어른의 시간                  |
| 108-2 | 冬樹&桃華 ドクタークルルの島 であります                  | 후유키&모모카 닥터 쿠루루의 섬                    | 5-2 (103-2)  | 우주와 나라의 쿠루루 박사의 섬              |
| 109-1 | ケロロ ママ殿癒し系大作戦 であります                     | 케로로 엄마님 안마 대작전                         | 6-1 (104-1)  | 케로로의 마님 안마 대작전                   |
| 109-2 | ドロロ 沈黙の暴走銀河特急 であります                     | 도로로 침묵의 폭주은하특급                        | 6-2 (104-2)  | 도로로의 침묵의 폭주 은하특급               |
| 110-1 | ケロロ すこしふしぎな特効薬 であります                   | 케로로 조금 이상한 특효약                         | 7-1 (105-1)  | 케로로의 조금 신기한 특효약                 |
| 110-2 | ケロロ すべての道はスターフルーツへ続く! であります      | 케로로 모든 길은 스타후르츠로 통한다!             | 7-2 (105-2)  | 케로로의 모든 길은 스타후르츠로 통한다      |
| 111-1 | 小雪 忍流パジャマパーティー であります                   | 코유키 닌자식 파자마 파티                         | 8-1 (106-1)  | 설화의 파자마 파티                          |
| 111-2 | 夏美 ドッキリ家庭訪問! であります                        | 나츠미 깜짝 가정방문!                             | 8-2 (106-2)  | 한별이의 깜짝 가정방문                      |
| 112   | クルル&サブロー 出会いはお絵かきガチンコ勝負! であります | 쿠루루&사부로 만남은 그림그리기 치고 박기 승부!   | 9 (107)      | 쿠루루와 사빈의 첫만남은 그림그리기 승부    |
| 113-1 | ケロロ 戦え僕らのウェットルキング であります             | 케로로 싸워라 우리들의 웨틀킹                     | 10-1 (108-1) | 케로로의 싸워라 우리의 웨틀킹               |
| 113-2 | 夏美 帰ってきたウェットルキング であります               | 나츠미 돌아온 웨틀킹                              | 10-2 (108-2) | 한별이의 돌아온 웨틀킹                      |
| 114-1 | ギロロ あだ討ちするはわれにあり! であります              | 기로로 복수는 나의 몫이다!                        | 11-1 (109-1) | 기로로의 원수는 내가 갚는다                 |
| 114-2 | ケロロ またまたまたダソヌ☆マソ? であります               | 케로로 또또또 다소누마소?                         | 11-2 (109-2) | 케로로의 또 또다시 나타난 댄스는 맨홀       |
| 115-1 | ケロロ ニョロロ対メカニョロロ であります                 | 케로로 뇨로로 대 메카 뇨로로                      | 12-1 (110-1) | 케로로의 요로로 VS 요로로 로봇              |
| 115-2 | ケロロ ニョボと共に去りぬ であります                     | 케로로 뇨보와 함께 사라지다                       | 12-2 (110-2) | 케로로의 요보와 함께 사라지다               |
| 116-1 | ケロロ ピカフロをねらえ! であります                      | 케로로 반짝목욕을 노려라!                         | 13-1 (111-1) | 케로로의 반짝목욕을 노려라                  |
| 116-2 | モア おじさま日記 であります                             | 모아 아저씨 일기                                  | 13-2 (111-2) | 모아의 아저씨 일기                          |
| 117-1 | ケロロ 七夕に願いを! であります                          | 케로로 칠석날 소원을!                             | 14-1 (112-1) | 케로로의 칠석에 소원을                      |
| 117-2 | ケロロ 復活!怪傑ドーパミン であります                    | 케로로 부활! 괴걸 도파민                          | 14-2 (112-2) | 케로로의 부활 야심한 밤에                   |
| 118-1 | 幽霊ちゃん 学校へ行こう であります                       | 유령짱 학교에 가다                                | 15-1 (113-1) | 유령소녀의 학교에 가자                      |
| 118-2 | クルル カレーの曹長さま であります                       | 쿠루루 카레의 조장님                              | 15-2 (113-2) | 쿠루루의 카레의 상사님                      |
| 119-1 | ギロロ 壮絶!夏合宿 であります                            | 기로로 장렬! 여름합숙                             | 16-1 (114-1) | 기로로의 장렬한 여름합숙                    |
| 119-2 | ケロロ 土曜の丑の日をつかまえろ! であります              | 케로로 복날을 잡아라!                             | 16-2 (114-2) | 케로로의 복날을 잡아라                      |
| 120-1 | ケロロ 土井中海岸リターンズ であります                   | 케로로 토이나카 해안 리턴즈                       | 17-1 (115-1) | 케로로의 돌아온 향토해수욕장                |
| 120-2 | 桃華 ひと夏の経験 であります                             | 모모카 한여름의 경험                              | 17-2 (115-2) | 나라의 한여름의 경험                        |
| 121   | ドロロ くの一カララ シュシュッと参上! であります         | 도로로 여닌자 카라라 슈슉 참상!                   | 18 (116)     | 도로로의 첩자소녀 카라라 휘리릭 등장        |
| 122-1 | クルル 呪いのDVD であります                              | 쿠루루 저주의 DVD                                 | 19-1 (117-1) | 쿠루루의 저주의 DVD                         |
| 122-2 | 夏美 何がなんでも禁止よ! であります                      | 나츠미 뭐가 어쨌든 금지야!                        | 19-2 (117-2) | 한별이의 좌우지간 뭐든 다 금지야            |
| 123-1 | 日向家 里帰り であります                                 | 히나타가 귀향                                     | 20-1 (118-1) | 우주네 식구들의 귀향                        |
| 123-2 | タママ とカメ であります                                 | 타마마 와 거북이                                  | 20-2 (118-2) | 타마마와 거북이                             |
| 124   | ケロロ 夏の宝物 であります                               | 케로로 여름의 보물                                | 21 (119)     | 케로로의 여름의 보물                        |
| 125-1 | ケロロ 仁義なき回転寿司! であります                      | 케로로 의리 없는 회전초밥!                        | 22-1 (120-1) | 케로로의 의리없는 회전초밥                  |
| 125-2 | ケロロ 恐怖のザ・モスキートであります                    | 케로로 공포의 더 모스키토                         | 22-2 (120-2) | 케로로의 공포의 더 모스키토                 |
| 126   | ケロロ&夏美 勇者はどっちだ?! であります                  | 케로로&나츠미 용자는 누구?!                       | 23 (121)     | 케로로와 한별이의 용사는 누구?              |
| 127-1 | ケロロ こっそり月旅行 であります                         | 케로로 몰래 달 여행                               | 24-1 (122-1) | 케로로의 남몰래 달여행                      |
| 127-2 | ギロロ 台風侵略作戦決行! であります                      | 기로로 태풍침략작전 결행!                         | 24-2 (122-2) | 기로로의 태풍침략작전 결행                  |
| 128   | ケロロ 最後は本気で神頼み? であります                    | 케로로 최후는 진심으로 신에게 빌기?               | 25 (123)     | 케로로의 마지막에는 진심으로 신에게 빌기?   |
| 129   | キルル 破滅の使者 であります                             | 키루루 파멸의 사자                                | 26 (124)     | 키루루는 파멸의 사자                        |
| 130-1 | ケロロ小隊 全員再起動! であります                        | 케로로 소대 전원 재기동!                          | 27-1 (125-1) | 케로로 소대 전원 재기동                     |
| 130-2 | ガルル小隊 かく戦えり であります                         | 가루루 소대 맞서 싸우다                           | 27-2 (125-2) | 가루루 소대의 싸우리라                      |
| 131-1 | ギロロ 秘密の休日 であります                             | 기로로 비밀의 휴일                                | 28-1 (126-1) | 기로로의 수상한 휴일                        |
| 131-2 | 梅雄 運動会を支配せよ であります                         | 바이오 운동회를 지배하라                          | 28-2 (126-2) | 바우의 운동회를 지배하라                    |
| 132-1 | ドロロ キッカケが大事! であります                        | 도로로 계기가 중요!                               | 29-1 (127-1) | 도로로의 계기가 중요해                      |
| 132-2 | 夏美 私の青い鳥 であります                               | 나츠미 나의 파랑새                                | 29-2 (127-2) | 한별이의 나의 파랑새                        |
| 133   | アリサ 闇の狩人 ハロウィン大騒動! であります             | 아리사 어둠의 사냥꾼 할로윈 대소동!               | 30 (128)     | 리사의 어둠의 사냥꾼 할로윈 대소동          |
| 134-1 | ケロロ 風邪をひいたらアフレコだ!? であります             | 케로로 감기에 걸리면 아프레코다!?                 | 31-1 (129-1) | 케로로의 감기에 걸려서 목소리가 안나와      |
| 134-2 | 冬樹&クルル 秋葉原を行く であります                      | 후유키&쿠루루 아키하바라를 가다                   | 31-2 (129-2) | 우주와 쿠루루의 용산에 가다                 |
| 135-1 | カララ&チロロ 七五三に753さん! であります                | 카라라&치로로 시치고산에 753상!                   | 32-1 (130-1) | 카라라와 치로로의 어린이날에 삼신할멈       |
| 135-2 | ケロロ たかが1粒されど1粒 であります                     | 케로로 겨우 한 톨 그러나 한 톨                    | 32-2 (130-2) | 케로로의 쌀 한 톨도 소중하게                |
| 136-1 | 秋 温泉で大合戦! であります                              | 아키 온천에서 대합전!                             | 33-1 (131-1) | 엄마의 온천에서 대접전                      |
| 136-2 | ケロロ それいけ!ケロロパン であります                    | 케로로 가라! 케로로빵                             | 33-2 (131-2) | 케로로의 앗싸! 가라! 케로로빵               |
| 137-1 | ケロロ ただいま!と言うまでが遠足だ! であります           | 케로로 다녀왔습니다! 라고 말할 때까지가 소풍이다! | 34-1 (132-1) | 케로로의 다녀왔다고 말 할 때까지가 소풍이다 |
| 137-2 | ケロロ 愛と悲しみのスキヤキ であります                   | 케로로 사랑과 슬픔의 전골                         | 34-2 (132-2) | 케로로의 사랑과 슬픔의 전골                 |
| 138-1 | ケロロ ケロロショー であります                           | 케로로 케로로쇼                                   | 35-1 (133-1) | 케로로의 케로로SHOW                         |
| 138-2 | 冬樹&散世 KGS再び であります                             | 후유키&치루요 KGS 재래                            | 35-2 (133-2) | 우주와 예리의 MMS 재등장                    |
| 139   | 556 奥東京市は男の戦場 であります                        | 556 내동경시는 남자의 전장                        | 36 (134)     | 556의 해님마을은 사나이의 전쟁터            |
| 140-1 | ケロロ小隊 年末調整大作戦 であります                     | 케로로 소대 연말조정 대작전                       | 37-1 (135-1) | 케로로소대의 예산 다쓰기 대작전             |
| 140-2 | ケロロ ある男の戦い であります                           | 케로로 어느 남자의 싸움                           | 37-2 (135-2) | 케로로의 한 사나이의 싸움                   |
| 141   | ケロロ 奥東京氷河期 アリサが来た! であります             | 케로로 내동경 빙하기 아리사가 왔다!               | 38 (136)     | 케로로의 해님마을 빙하기 리사가 왔다        |
| 142-1 | ケロロ お正月を返して! であります                        | 케로로 정월을 돌려줘!                             | 39-1 (137-1) | 케로로의 설날을 돌려줘                      |
| 142-2 | ギロロ 仕事初めはペコポン侵略! であります                | 기로로 일의 시작은 지구침략!                      | 39-2 (137-2) | 기로로의 일의 시작은 퍼렁별 침략            |
| 143-1 | ケロロ 奇跡!? ケロロの父 であります                      | 케로로 기적!? 케로로의 아버지                     | 40-1 (138-1) | 케로로의 기적? 케로로의 아버지              |
| 143-2 | 日向家沈没 であります                                    | 히나타가 침몰                                     | 40-2 (138-2) | 우주네 집 침몰                              |
| 144   | ケロロ 鉄仮面伝説 謎のデカ耳 であります                  | 케로로 철가면전설 수수께끼의 데카미               | 41 (139)     | 케로로의 철가면 전설 수수께끼의 왕귀        |
| 145-1 | ウレレ 売れっ子侵略者 であります                         | 우레레 유명한 침략자                              | 42-1 (140-1) | 우레레는 잘나가는 침략자                    |
| 145-2 | ケロロ そしてやっぱり誰もいなくなった であります         | 케로로 그리고 역시 아무도 없었다                  | 42-2 (140-2) | 케로로의 그리고 역시 아무도 없었다          |
| 146   | 冥 おぼえていますか? であります                          | 메이 기억하고 있습니까?                           | 43 (141)     | 명희의 기억하고 있나요?                     |
| 147-1 | ポール 執事の一分 であります                             | 폴 집사의 체면                                    | 44-1 (142-1) | 폴의 집사의 체면                            |
| 147-2 | ギロロ くれたのは誰? であります                          | 기로로 주었던 건 누구?                            | 44-2 (142-2) | 기로로의 누가 준 거지?                      |
| 148-1 | 小雪 時代劇ワンダーランド! であります                    | 코유키 사극 원더랜드!                             | -            | -                                           |
| 148-2 | ケロロ チュー兵衛様に飛びつこう! であります              | 케로로 쾌걸 사무라이에게 달려들어라!              | -            | -                                           |
| 149   | アリサ エイリアン対モンスター であります                 | 아리사 에일리언 대 몬스터                         | 45 (143)     | 리사의 에일리언 VS 몬스터                   |
| 150   | ギロロ 旅立ちのとき であります                           | 기로로 떠날 때                                    | 46 (144)     | 기로로의 떠날 때                            |
| 151-1 | 散世 ホワイトデーをチェック! であります                  | 치루요 화이트데이를 체크!                         | 47-1 (145-1) | 예리의 화이트데이를 Check!!                 |
| 151-2 | 冬樹 ご利用は計画的に であります                         | 후유키 이용은 계획적으로                          | 47-2 (145-2) | 우주의 이용은 계획적으로                    |
| 152   | ケロロ 出没!アド星ック天国 であります                    | 케로로 출몰! 광고별 천국!                         | 48 (146)     | 케로로의 출동 광고별 천국                   |
| 153   | ケロロ ケロケロ作戦 第100号 であります                   | 케로로 케로케로 작전 제100호                      | 49 (147)     | 케로로의 케로케로작전 제100호               |
| 154   | ケロロ さらばケロロ軍曹 であります                       | 케로로 안녕 케로로 군조                           | 50 (148)     | 케로로의 안녕..케로로 중사                  |

### 시즌 4 (2007–08)
| 일본  | 일본                                        | 일본                                  | 대한민국     | 대한민국                                          |
| 화수  | 방영 타이틀                                 | 방영 타이틀                           | 화수         | 방영 타이틀                                       |
| ----- | ------------------------------------------- | ------------------------------------- | ------------ | ------------------------------------------------- |
| 155-1 | ケロロ小隊 絶好調! であります               | 케로로 소대 절호조!                   | 1-1 (149-1)  | 케로로 소대는 컨디션 최고!                        |
| 155-2 | ケロロ小隊 大共鳴! であります               | 케로로 소대 대공명!                   | 1-2 (149-2)  | 케로로 소대의 대공명                              |
| 156-1 | ケロロ 合体!ケロロロボ であります           | 케로로 합체! 케로로 로봇              | 2-1 (150-1)  | 케로로의 합체! 케로로 로봇(그레이트 캐론의첫등장) |
| 156-2 | ケロロ 侵略!桜最前線 であります             | 케로로 침략! 벚꽃 최전선              | 2-2 (150-2)  | 케로로의 침략! 벚꽃 최전선                        |
| 157-1 | プルル 看護長におまかせ! であります         | 푸루루 간호장에게 맡겨줘!             | 3-1 (151-1)  | 푸루루의 간호장교한테 맡겨!                       |
| 157-2 | 夏美 今日の占い であります                  | 나츠미 오늘의 점                      | 3-2 (151-2)  | 한별이의 오늘의 별점                              |
| 158-1 | ケロロ 過去の栄光 であります                | 케로로 과거의 영광                    | 4-1 (152-1)  | 케로로의 과거의 영광                              |
| 158-2 | ギロロ 禁断の記憶 であります                | 기로로 금단의 기억                    | 4-2 (152-2)  | 기로로의 금단의 기억                              |
| 159-1 | ケロロ 白熱!カードバトル であります         | 케로로 백열! 카드 배틀                | 5-1 (153-1)  | 케로로의 불타는 카드 배틀                         |
| 159-2 | ケロロ 狙われた小隊 であります              | 케로로 노려진 소대                    | 5-2 (153-2)  | 케로로의 위협받는 소대                            |
| 160   | 桃華 最強の母の日 であります                | 모모카 최강의 어머니의 날             | 6 (154)      | 나라의 최강 어버이날                              |
| 161   | プタタ&メケケ 必殺 お仕事人 でありますす    | 푸타타&메케케 필살 심부름꾼           | 7 (155)      | 푸타타와 메케케의 필살 심부름꾼                   |
| 162   | ちびケロ あのころジョリリ であります        | 꼬마케로 그 시절의 죠리리             | 8 (156)      | 꼬마 케로로의 그 시절의 죠리리                    |
| 163-1 | 夏美 さよならサブロー であります            | 나츠미 안녕 사부로                    | 9-1 (157-1)  | 한별이의 잘 가, 사빈                              |
| 163-2 | 冬樹&アリサ 雨の怪物 であります             | 후유키&아리사 비의 괴물               | 9-2 (157-2)  | 우주와 리사의 빗속의 괴물                         |
| 164-1 | ケロロ ニョロロ滅亡? であります             | 케로로 뇨로로 멸망?                   | 10-1 (158-1) | 케로로의 요로로 멸망?                             |
| 164-2 | ラビー お嫁に行きます! であります           | 라비 저 결혼해요!                     | 10-2 (158-2) | 라비의 결혼해요                                   |
| 165-1 | クルル 臨時隊長 であります                  | 쿠루루 임시대장                       | 11-1 (159-1) | 쿠루루의 임시대장                                 |
| 165-2 | 小雪 普通猛特訓 であります                  | 코유키 보통맹특훈                     | 11-2 (159-2) | 설화의 평범맹훈련                                 |
| 166-1 | ケロロ くだけ!ウェットルロボ であります     | 케로로의 처부숴라! 웨틀 로봇          | 12-1 (160-1) | 케로로의 이번엔 웨틀 로봇!                        |
| 166-2 | ケロロ 突撃!ウェットルヒューマン であります | 케로로 돌격! 웨틀 휴먼                | 12-2 (160-2) | 케로로의 돌격! 웨틀 휴먼                          |
| 167-1 | 556 カップメンの作り方 であります           | 556 컵라면 만드는 법                  | 13-1 (161-1) | 556의 컵라면 끓이는 법                            |
| 167-2 | ケロロ 攻略!クロスワード であります         | 케로로 공략! 크로스워드               | 13-2 (161-2) | 케로로의 십자말풀이 공략                          |
| 168-1 | ケロロ 期間限定大侵略 であります            | 케로로 기간한정 대침략                | 14-1 (162-1) | 케로로의 기간한정 대침략                          |
| 168-2 | 桃華 七夕限定の私 であります                | 모모카 칠석날의 나                    | 14-2 (162-2) | 나라의 칠석날의 나                                |
| 169-1 | ウレレ 電車の王様 であります                | 우레레 전차의 왕                      | 15-1 (163-1) | 우레레의 기차의 왕                                |
| 169-2 | ギロロ 美少女と液体ケロン人 であります      | 기로로 미소녀와 액체 케론인           | 15-2 (163-2) | 기로로의 미소녀와 액체케론인                      |
| 170-1 | 冬樹&ケロロ あばけ!七不思議 であります      | 후유키&케로로 밝혀라! 일곱 불가사의   | 16-1 (164-1) | 우주와 케로로의 7대 불가사의를 밝혀라             |
| 170-2 | プルル&散世 秘密の友だち であります         | 푸루루&치루요 비밀친구                | 16-2 (164-2) | 푸루루와 예리의 비밀친구                          |
| 171-1 | タママ 理由なき反抗 であります              | 타마마 이유 없는 반항                 | 17-1 (165-1) | 타마마의 이유없는 반항                            |
| 171-2 | クルル と お留守番? であります              | 쿠루루 와 집보기?                     | 17-2 (165-2) | 쿠루루의 혼자서 집보기?                           |
| 172   | アリサ&冬樹 UMA対ダンガル! であります       | 아리사&후유키 UMA 대 담걸!            | 18 (166)     | 리사와 우주의 미확인 생물 대 담걸                 |
| 173   | ケロロ ヤマトとカプー でありんす            | 케로로 야마토와 카푸                  | 19 (167)     | 케로로의 하늘이와 카푸                            |
| 174-1 | ケロロ ブッチャ毛、アフロで音頭? であります | 케로로 막나가기, 파마머리 타령?       | 20-1 (168-1) | 케로로의 막나가기 콘서트                          |
| 174-2 | ドロロ 不思議の山 であります                | 도로로 불가사의의 산                  | 20-2 (168-2) | 도로로의 신기한 산                                |
| 175-1 | ケロロ 飛び込め!ビニールプール であります   | 케로로 뛰어들어라! 비닐풀장           | 21-1 (169-1) | 케로로의 비닐 수영장에 뛰어들어라                 |
| 175-2 | 冬樹&夏美 新しい朝がきた であります         | 후유키&나츠미 새로운 아침이 왔다      | 21-2 (169-2) | 우주와 한별이의 새 아침이 밝았다                  |
| 176   | ちびケロ さらば夏休み! であります           | 꼬마케로 안녕 여름방학!               | 22 (170)     | 꼬마 케로로의 안녕, 여름방학                      |
| 177-1 | ドクク ガスケロン人第1号 であります         | 도쿠쿠 가스 케론인 제1호              | 23-1 (171-1) | 도쿠쿠의 가스케론인 제1호                         |
| 177-2 | ケロロ ペコポン一のガンプラ男 であります    | 케로로 지구 최고의 건프라 남자        | 23-2 (171-2) | 케로로의 퍼렁별 최고의 프라모델사나이             |
| 178   | 桃華 ゴースト 日向家の幻 であります         | 모모카 고스트 히나타가의 환영         | 24 (172)     | 나라의 우주네 집에 사는 유령                      |
| 179-1 | ケロロ 出馬する! であります                 | 케로로 출마하다!                      | 25-1 (173-1) | 케로로 출마하다                                   |
| 179-2 | 夏美&ギロロ 帰れない二人 であります         | 나츠미&기로로 돌아올 수 없는 둘       | 25-2 (173-2) | 한별이와 기로로의 돌아올 수 없는 둘               |
| 180   | ケロロ 争奪大戦争 であります                | 케로로 쟁탈 대전쟁                    | 26 (174)     | 케로로 쟁탈 대전쟁                                |
| 181-1 | ムシシ 虫の居所を探せ! であります           | 무시시 벌레의 거처를 찾아라!          | 27-1 (175-1) | 벌레레 벌레의 자리를 찾아라                       |
| 181-2 | 桃華 争奪!二人三脚 であります               | 모모카 쟁탈! 2인3각                   | 27-2 (175-2) | 나라의 이인 삼각 쟁탈                             |
| 182-1 | ケロロ 埋蔵金スペシャル であります          | 케로로 매장금 스페셜                  | -            | -                                                 |
| 182-2 | タママ 対タママ であります                  | 타마마 대 타마마                      | 28-2 (176-2) | 타마마 대 타마마                                  |
| 183   | ガルル はた迷惑なバケーション であります    | 가루루 남에게 폐만 끼치는 휴가        | 29 (177)     | 가루루의 피해 만발 휴가                           |
| 184-1 | 冬樹 オカルト文化祭 であります              | 후유키 오컬트 문화제                  | 30-1 (178-1) | 우주의 심령과학 문화제                            |
| 184-2 | 夏美 ロミオとジュリエット? であります       | 나츠미 로미오와 줄리엣?               | 30-2 (178-2) | 한별이의 로미오와 줄리엣                          |
| 185-1 | ロボボ 機械化大作戦 であります              | 로보보 기계화 대작전                  | 31-1 (179-1) | 로보보의 기계화 대작전                            |
| 185-2 | タママ ノートですぅ であります              | 타마마 노트예요                       | 31-2 (179-2) | 타마마 노트예요                                   |
| 186   | アリサ VS 妖怪侵略が進まない であります     | 아리사 VS 요괴 침략이 진전되지 않아   | 32 (180)     | 리사 대 침략이 진전되지 않아 요괴                 |
| 187-1 | ケロロ 勤労を感謝せよ であります            | 케로로 근로에 감사하라                | 33-1 (181-1) | 케로로의 노동에 감사하라                          |
| 187-2 | ケロロ 戦え! ワキレンジャー であります      | 케로로 싸워라! 조역레인저             | 33-2 (181-2) | 케로로의 싸워라! 조연레인저                       |
| 188   | ヌイイ ボクを捨てないで! であります         | 누이이 나를 버리지 말아요!            | 34 (182)     | 누이이의 날 버리지 마!                            |
| 189   | ドロロ 過去からの刺客 であります            | 도로로 과거로부터의 자객              | 35 (183)     | 도로로의 과거에서 온 자객                         |
| 190-1 | ギロロ 目標! プレゼント! であります         | 기로로 목표! 선물!                    | 36-1 (184-1) | 기로로 목표는 선물                                |
| 190-2 | ケロロ 誕生日大パーティー であります        | 케로로 생일 대파티                    | 36-2 (184-2) | 케로로의 생일 대파티                              |
| 191-1 | ケロロ あいつとララバイ伝説 であります      | 케로로 그 녀석과 자장가 전설          | 37-1 (185-1) | 케로로 그 녀석과 자장가 전설                      |
| 191-2 | ケロロ プラモ王大決戦! であります           | 케로로 프라모델 왕 대결전!            | 37-2 (185-2) | 케로로 프라모델 왕 대결전                         |
| 192-1 | ケロロ クリスマスを防止せよ! であります     | 케로로 크리스마스를 방지하라!         | 38-1 (186-1) | 케로로 크리스마스를 방지하라                      |
| 192-2 | ケロロ小隊 ケーキは男の戦場だ! であります   | 케로로 소대 케이크는 남자의 전장이다! | 38-2 (186-2) | 케로로 소대 케이크는 사나이의 전쟁터다            |
| 193-1 | ケロロ 仁義なき初詣 であります              | 케로로 의리 없는 하츠모우데           | -            | -                                                 |
| 193-2 | ケロロ セチラ 対 ゾニラ であります          | 케로로 세치라 대 조니라               | -            | -                                                 |
| 194-1 | トイレ 今、立ち上がるとき! であります       | 변기 지금, 일어설 때!                 | 39-1 (187-1) | 변기 지금이 일어설 때                             |
| 194-2 | クルル と子犬 であります                    | 쿠루루 와 강아지                      | 39-2 (187-2) | 쿠루루와 강아지                                   |
| 195-1 | 夏美 私もスキーに連れてって! であります     | 나츠미 나도 스키장에 데려가줘!        | 40-1 (188-1) | 한별이 나도 스키장에 데려가줘!                    |
| 195-2 | ケロロ 温泉っつうたら卓球だ! であります     | 케로로 온천하면 탁구다!               | 40-2 (188-2) | 케로로 온천하면 탁구다                            |
| 196   | 帰ってきたゲロゲロ30分 であります           | 돌아온 게로게로 30분                  | 41 (189)     | 돌아온 케로케로 30분!!                            |
| 197-1 | ゼロロ 増えすぎ? であります                 | 제로로 너무 늘어나?                   | 28-1 (176-1) | 제로로 너무 늘어나다?                             |
| 197-2 | ケロロ 穴があったら掘りたい! であります     | 케로로 구멍이 있다면 파고 싶어!       | -            | -                                                 |
| 198-1 | ちびケロ チビチビ大冒険! であります         | 꼬마케로 꼬마꼬마 대모험!             | 42-1 (190-1) | 꼬마 케로로 꼬마꼬마 대모험                       |
| 198-2 | 夏美&桃華 義理チョコ禁止! であります        | 나츠미&모모카 의리 초콜릿 금지!       | 42-2 (190-2) | 한별이와 나라 우정의 쵸콜릿 금지                  |
| 199-1 | クルル クルルンアイドル伝説 であります      | 쿠루루 쿠루룽 아이돌 전설             | 43-1 (191-1) | 쿠루루 쿠루룽 아이돌 전설                         |
| 199-2 | ケロロ 初心に帰る! であります               | 케로로 초심으로 돌아가자!             | 43-2 (191-2) | 케로로 초심으로 돌아가자                          |
| 200   | ケロロ ウルーが来る! であります             | 케로로 윤년이 온다!                   | 44 (192)     | 케로로 윤년이 온다                                |
| 201-1 | ロロ 3月3日は耳の日? であります             | 기로로 3월3일은 귀의 날?              | 45-1 (193-1) | 기로로 귀파기로 침략?                             |
| 201-2 | ケロロ じゃなくて女の戦い であります        | 케로로 말고 여자의 싸움               | 45-2 (193-2) | 케로로 가 아니라 여자의 싸움                      |
| 202   | ケロロ 激闘!最後のお仕事人 であります       | 케로로 격투! 최후의 심부름꾼          | 46 (194)     | 케로로 격투! 최후의 심부름꾼                      |
| 203   | ケロロ シュララ最終決戦! であります         | 케로로 슈라라 최종결전!               | 47 (195)     | 케로로 슈라라 마지막 결전!(갓케론의첫등장)        |
| 204-1 | ロボ 556 であります                         | 로봇 556                              | 48-1 (196-1) | 로봇 556                                          |
| 204-2 | ケロロ&夏美 雨宿り であります               | 케로로&나츠미 비긋기                  | 48-2 (196-2) | 케로로와 한별이 비긋기                            |
| 205   | ケロロ&冬樹 もう一つの世界 であります       | 케로로&후유키 또 하나의 세계          | 49 (197)     | 케로로와 우주의 또 하나의 세계                    |

### 시즌 5 (2008–09)
| 일본  | 일본                                                      | 일본                                             | 대한민국     | 대한민국                             |
| 화수  | 방영 타이틀                                               | 방영 타이틀                                      | 화수         | 방영 타이틀                          |
| ----- | --------------------------------------------------------- | ------------------------------------------------ | ------------ | ------------------------------------ |
| 206-1 | ケロロ小隊 色々作戦開始! であります                       | 케로로 소대 형형색색 작전개시!                   | 1-1 (198-1)  | 케로로 소대 알록달록 작전개시        |
| 206-2 | ドロロ 納豆はお好き? であります                           | 도로로 낫토를 좋아하시오?                        | 1-2 (198-2)  | 도로로 생청국장을 좋아하시오?        |
| 207-1 | ケロロ 会社を作ろう! であります                           | 케로로 회사를 설립하라!                          | 2-1 (199-1)  | 케로로 회사를 만들자!                |
| 207-2 | 桜華 桜と共に来る であります                              | 오우카 벚꽃과 함께 오다                          | 2-2 (199-2)  | 나라 엄마 벚꽃과 함께 오다           |
| 208-1 | ギロロ オトコのバックアップ であります                    | 기로로 남자의 백업                               | 3-1 (200-1)  | 기로로 남자의 백업                   |
| 208-2 | ケロロ お得な携帯大作戦! であります                       | 케로로 돈 되는 휴대전화 대작전                   | 3-2 (200-2)  | 케로로 휴대전화 대작전               |
| 209   | 小雪 忍び、やめます であります                            | 코유키 닌자, 그만두겠습니다                      | 4 (201)      | 설화 닌자를 그만두다                 |
| 210-1 | 夏美 困惑の放課後 であります                              | 나츠미 곤혹의 방과 후                            | 5-1 (202-1)  | 한별이 곤혹스러운 방과 후            |
| 210-2 | 秋 子供の日 であります                                    | 아키 어린이 날                                   | 5-2 (202-2)  | 엄마 어린이 날                       |
| 211   | 武者ケロ 壱の巻 伝説の勇者 でござそうろう                 | 무사케로 일의 권 전설의 용자                     | -            | -                                    |
| 212-1 | ケロロ それだけは見ないで! であります                     | 케로로 그것만은 보지 마!                         | 6-1 (203-1)  | 케로로 그것만은 보지 마!             |
| 212-2 | 556 VS 宇宙警視 であります                                | 556 VS 우주 경시                                 | 6-2 (203-2)  | 556 대 우주총경                      |
| 213   | 桃華 明日を取り戻せ! であります                           | 모모카 내일을 되찾아라!                          | 7 (204)      | 나라 내일을 되찾아라!                |
| 214-1 | クルル やめます であります                                | 쿠루루 그만 할래요                               | 8-1 (205-1)  | 쿠루루 그만둘래요                    |
| 214-2 | プルル 恋する看護兵 であります                            | 푸루루 사랑을 하는 간호병                        | 8-2 (205-2)  | 푸루루 사랑에 빠진 간호장교          |
| 215-1 | ケロロ 8人のウェットルキング であります                   | 케로로 8인의 웨틀킹                              | 9-1 (206-1)  | 케로로 8인의 웨틀킹!                 |
| 215-2 | ケロロ ガマ3号ウェット大作戦 であります                   | 케로로 두꺼비3호 Wet 대작전                      | 9-2 (206-2)  | 케로로 두꺼비 3호 요틀킹 퇴치 대작전 |
| 216-1 | ケロロ 圧縮で侵略? であります                             | 케로로 압축으로 침략?                            | 10-1 (207-1) | 케로로 압축으로 침략?                |
| 216-2 | 冬樹 日向家財宝伝説 であります                            | 후유키 히나타가 보물전설                         | 10-2 (207-2) | 우주 가문의 보물전설                 |
| 217-1 | ちびケロ 禁じられた遊び であります                        | 꼬마케로 금지된 놀이                             | 11-1 (208-1) | 꼬마 케로 금지된 장난                |
| 217-2 | ケロロ 恐怖の侵略者 であります                            | 케로로 공포의 침략자                             | 11-2 (208-2) | 케로로 공포의 침략자                 |
| 218-1 | ちびケロ 耳をすませば であります                          | 꼬마케로 귀를 기울이면                           | 12-1 (209-1) | 꼬마 케로 귀를 기울이면              |
| 218-2 | ケロロ カリエスウォー2 であります                         | 케로로 카리에스 워2                              | 12-2 (209-2) | 케로로 충치전쟁2                     |
| 219   | 武者ケロ 弐の巻 爆笑!戦国お笑い合戦 でござそうろう        | 무사케로 이의 권 폭소! 전국웃음합전              | -            | -                                    |
| 220-1 | ケロロ 地球温暖化ってなぁに? であります                   | 케로로 지구온난화가 뭐야?                        | 13-1 (210-1) | 케로로 지구온난화가 뭐야?            |
| 220-2 | サババ 砂漠の魔王 であります                              | 사바바 사막의 마왕                               | 13-2 (210-2) | 사바바 사막의 마왕                   |
| 221-1 | 桃華 決戦は日曜日 であります                              | 모모카 결전은 일요일                             | 14-1 (211-1) | 나라 결전은 일요일!                  |
| 221-2 | ギロロ 決戦は日曜日 であります                            | 기로로 결전은 일요일                             | 14-2 (211-2) | 기로로 결전은 일요일!                |
| 222-1 | ケロロ 雨の日はせんべい釣り! であります                   | 케로로 비오는 날은 센베이 낚시!                  | 15-1 (212-1) | 케로로 비오는 날엔 과자낚시          |
| 222-2 | ケロロ 思い出と花火 であります                            | 케로로 추억과 불꽃놀이                           | 15-2 (212-2) | 케로로 불꽃놀이와 추억만들기         |
| 223-1 | 桃華 女だらけの無人島 であります                          | 모모카 여자뿐인 무인도                           | 16-1 (213-1) | 나라 여자들만의 무인도               |
| 223-2 | ケロロ 恐怖の赤い靴作戦 であります                        | 케로로 공포의 빨간 구두 작전                     | 16-2 (213-2) | 케로로 공포의 빨간구두작전           |
| 224   | ケロロ セレブリゾート捜査網 であります                    | 케로로 세레브리조트 수사망                       | 17 (214)     | 케로로 호화리조트 과학수사대         |
| 225-1 | タママ 美しきダイブ! であります                           | 타마마 아름다운 다이브!                          | 18-1 (215-1) | 타마마 아름다운 다이빙!              |
| 225-2 | ケロロ 究極のペコポン人スーツ であります                  | 케로로 궁극의 지구인 슈트                        | 18-2 (215-2) | 케로로 최고의 퍼렁별인 슈트          |
| 226   | 冬樹 遠い海から来たカメ であります                        | 후유키 먼 바다에서 온 거북이                     | 19 (216)     | 우주 먼 바다에서 온 거북이           |
| 227   | ケロロ&夏美 ひとつの部屋 であります                       | 케로로&나츠미 한 방                              | 20 (217)     | 케로로와 한별이 한 방에서            |
| 228-1 | メルル 郵便 で〜す! であります                            | 메루루 편지입니~다!                              | 21-1 (218-1) | 메루루 편지왔어요~!                  |
| 228-2 | 冬樹 パーキングエリアで一服 であります                    | 후유키 주차장에서 휴식                           | 21-2 (218-2) | 우주 휴게소에서 한숨 돌리기          |
| 229-1 | ケロロ コトバの必殺拳! であります                         | 케로로 말의 필살권!                              | -            | -                                    |
| 229-2 | ブロー&クルル 静かな戦い であります                       | 사부로&쿠루루 조용한 싸움                        | -            | -                                    |
| 230-1 | 桃華 愛の節約作戦 であります                              | 모모카 사랑의 절약작전                           | 22-1 (219-1) | 나라 사랑의 절약작전                 |
| 230-2 | ゼロロ キカカがやってきた であります                      | 제로로 키카카가 찾아왔다                         | 22-2 (219-2) | 제로로 키카카가 찾아왔다             |
| 231   | 武者ケロ 参の巻 大爆発!桃姫危機一髪 でござそうろう        | 무사케로 삼의 권 대폭발! 모모공주 위기일발       | -            | -                                    |
| 232-1 | ケロロ ボードロボー であります                            | 케로로 보드 도둑                                 | 23-1 (220-1) | 케로로 비행선 도둑                   |
| 232-2 | ケロロ ひ〜ろ〜ず であります                              | 케로로 히어로즈                                  | 23-2 (220-2) | 케로로 히어로즈                      |
| 233   | 秋 編集者は強し! であります                               | 아키 편집자는 강해!                              | 24 (221)     | 엄마 편집자는 강하다!                |
| 234-1 | ケロロ テロップ大作戦 であります                          | 케로로 텔롭 대작전                               | 25-1 (222-1) | 케로로 자막기 대작전                 |
| 234-2 | ケロロ ハウツー本で侵略 であります                        | 케로로 How to 책으로 침략                        | 25-2 (222-2) | 케로로 요령집으로 침략               |
| 235   | 冬樹 と首長竜 であります                                  | 후유키 와 수장룡                                 | 26 (223)     | 우주와 수장룡                        |
| 236-1 | ケロロ ガム噛む? であります                               | 케로로 껌 씹을래?                                | 27-1 (224-1) | 케로로 껌 씹냐?                      |
| 236-2 | タママ タママタンゴ であります                            | 타마마 타마마탱고                                | 27-2 (224-2) | 타마마 타마마 탱고                   |
| 237   | 武者ケロ 四の巻 武者ケロ小隊 西へ! でござそうろう         | 무사케로 사의 권 무사케로 소대 서쪽으로!         | -            | -                                    |
| 238-1 | ケロロ アタック!ヒントで年の差ウルトラハンマー であります | 케로로 어택! 힌트로 나이 차이 울트라 해머        | 28-1 (225-1) | 케로로 힌트로 다 맞춰! -울트라 해머- |
| 238-2 | ドロロ 大改造! であります                                 | 도로로 대개조!                                   | 28-2 (225-2) | 도로로 대개조                        |
| 239-1 | 夏美 もしかして三角関係? であります                       | 나츠미 혹시 삼각관계?                            | 29-1 (226-1) | 한별이 혹시 삼각관계?                |
| 239-2 | プルル お見合い大作戦! であります                         | 푸루루 맞선 대작전!                              | 29-2 (226-2) | 푸루루 맞선 대작전!                  |
| 240-1 | クルル 特命曹長 であります                                | 쿠루루 특명조장                                  | 30-1 (227-1) | 쿠루루 특명상사                      |
| 240-2 | ケロロ 伝説の朝 であります                                | 케로로 전설의 아침                               | 30-2 (227-2) | 케로로 전설의 아침                   |
| 241-1 | 556 今は言えない であります                               | 556 지금은 말할 수 없다                          | 31-1 (228-1) | 556 지금은 말할 수 없다              |
| 241-2 | ケロロ 掃除機よ永遠なれ! であります                       | 케로로 청소기여 영원하라!                        | 31-2 (228-2) | 케로로 청소기여, 영원하라!           |
| 242-1 | ケロロ 屋根裏の散歩者 であります                          | 케로로 다락방의 산책자                           | 32-1 (229-1) | 케로로 다락방의 산책자               |
| 242-2 | ケロロ 自意識過剰で侵略! であります                       | 케로로 자의식과잉으로 침략!                      | 32-2 (229-2) | 케로로 왕자병으로 침략!              |
| 243   | ケロロ 戦場はメリークリスマス であります                  | 케로로 전장은 메리 크리스마스                    | 33 (230)     | 케로로 전장의 크리스마스             |
| 244-1 | ケロロ 落書きの住人 であります                            | 케로로 낙서의 주인                               | 34-1 (231-1) | 케로로 낙서의 주인                   |
| 244-2 | ケロロ 年越し大騒動 であります                            | 케로로 송년 대소동                               | 34-2 (231-2) | 케로로 섣달그믐대소동                |
| 245-1 | ケロロ 初侵略作戦! であります                             | 케로로 첫 침략작전!                              | 35-1 (232-1) | 케로로 새해 첫 꿈 침략작전           |
| 245-2 | 556 傷ついたヘルメット であります                         | 556 상처 난 헬멧                                 | 35-2 (232-2) | 556 상처입은 헬멧                    |
| 246-1 | ギロロ うがい猛特訓! であります                           | 기로로 양치질 맹특훈!                            | 36-1 (233-1) | 기로로 양치질 맹훈련!                |
| 246-2 | ケロロ ケロ消し! であります                               | 케로로 케로지우개!                               | 36-2 (233-2) | 케로로 케로지우개                    |
| 247-1 | モア リップスティック・スラップスティック であります      | 모아 립스틱·슬랩스틱                             | 37-1 (234-1) | 모아 립스틱·슬랩스틱                 |
| 247-2 | ケロロ 脱出せよ!ケロン・バーフィールド であります         | 케로로 탈출하라! 케론·바필드                     | 37-2 (234-2) | 케로로 탈출하라! 케론바필드          |
| 248-1 | ケロロ ママと呼ばないで であります                        | 케로로 엄마라고 부르지 말아줘                    | 38-1 (235-1) | 케로로 엄마라고 부르지 마            |
| 248-2 | 吉岡平正義 妄想するは我にあり! であります                 | 요시오카다이라 마사요시 망상하는 건 내게 있으리! | 38-2 (235-2) | 정의봉 망상은 나의 것!               |
| 249   | 武者ケロ 伍の巻 隠し砦のケロン人 でござそうろう           | 무사케로 오의 권 숨겨진 요새의 케론인            | -            | -                                    |
| 250   | 武者ケロ 六の巻 蘇る勇者!! でござそうろう                 | 무사케로 육의 권 되살아나는 용자!!               | -            | -                                    |
| 251   | 556 と 5884! であります                                   | 556 과 5884!                                     | 39 (236)     | 556과 5884                           |
| 252   | ケロロ 映画に行こう! であります                           | 케로로 영화보러 가자!                            | 40 (237)     | 케로로 영화관에 가자!                |
| 253-1 | ケロロ 超人ケロロ であります                              | 케로로 초인 케로로                               | 41-1 (238-1) | 케로로 초인 케로로                   |
| 253-2 | ケロロ 黒電話捜査官66 であります                          | 케로로 흑전화수사관 66                           | 41-2 (238-2) | 케로로 검은 전화수사관 66            |
| 254-1 | 冬樹 トランクス対ブリーフ であります                      | 후유키 트랭크스 대 브리프                        | 42-1 (239-1) | 우주 사각팬티 대 삼각팬티            |
| 254-2 | ガルル 密かなる想い!? であります                          | 가루루 은밀한 마음!?                             | 42-2 (239-2) | 가루루 은밀한 마음!?                 |
| 255-1 | ケロロ 恐怖の大暗黒作戦! であります                       | 케로로 공포의 대암흑작전!                        | 43-1 (240-1) | 케로로 공포의 대암흑작전!            |
| 255-2 | ケロロ 恐怖の大美白作戦! であります                       | 케로로 공포의 대미백작전!                        | 43-2 (240-2) | 케로로 공포의 대미백작전!            |
| 255-3 | ケロロ 恐怖の大停止作戦! であります                       | 케로로 공포의 대정지작전!                        | 43-3 (240-3) | 케로로 공포의 대정지작전!            |
| 256-1 | 冬樹&夏美 ケロロ襲来! であります                          | 후유키&나츠미 케로로 내습!                       | 44-1 (241-1) | 우주와 한별 케로로의 침략!           |
| 256-2 | ケロロ ウッソだよ〜ん♪ であります                         | 케로로 거짓말이지롱~♪                            | 44-2 (241-2) | 케로로 뻥이지롱~♪                    |

### 시즌 6 (2009–10)
| 일본  | 일본                                                          | 일본                                             | 대한민국     | 대한민국                                  |
| 화수  | 방영 타이틀                                                   | 방영 타이틀                                      | 화수         | 방영 타이틀                               |
| ----- | ------------------------------------------------------------- | ------------------------------------------------ | ------------ | ----------------------------------------- |
| 257   | ケロロ 第一話改訂! であります                                 | 케로로 제1화 개정!                               | 1 (242)      | 케로로 업그레이드 제1화                   |
| 258-1 | ケロロ 恐怖のネガティヴシンキング であります                  | 케로로 공포의 Negative Thinking                  | 2-1 (243-1)  | 케로로 공포의 네거티브 마인드             |
| 258-2 | ケロロ 仁義なき焼肉 であります                                | 케로로 의리 없는 불고기                          | 2-2 (243-2)  | 케로로 고기 앞엔 의리도 없다!             |
| 259   | 小雪 サクラ大変! であります                                   | 코유키 벚꽃사건!                                 | 3 (244)      | 설화 벚꽃 소동!                           |
| 260-1 | ケロゼロ ケロロ小隊 出発前夜 であります                       | 케로제로 케로로 소대 출발전야                    | 4-1 (245-1)  | 케로제로 케로로 소대 출발 전날 밤         |
| 260-2 | ケロゼロ ケロロ小隊 ファーストミッション であります           | 케로제로 케로로 소대 퍼스트 미션                 | 4-2 (245-2)  | 케로제로 케로로 소대 퍼스트 미션          |
| 261-1 | 桃華 席替え大作戦 であります                                  | 모모카 자리 바꾸기 대작전                        | 5-1 (246-1)  | 나라 자리 바꾸기 대작전                   |
| 261-2 | 556 オレの想い! であります                                    | 556 내 마음!                                     | 5-2 (246-2)  | 556 내 마음!                              |
| 262-1 | バリリ 愛しの看護長 であります                                | 바리리 사랑하는 간호장                           | 6-1 (247-1)  | 바리리 사랑하는 간호장교                  |
| 262-2 | ケロロ 宇宙(そら)を見上げりゃお袋さん であります              | 케로로 하늘을 올려다보니 어머니가                | 6-2 (247-2)  | 케로로 하늘을 올려다보면 어머니가!        |
| 263-1 | ケロロ 夢をかなえるゾウムシ であります                        | 케로로 꿈을 이루어주는 바구미                    | 7-1 (248-1)  | 케로로 꿈을 이루어주는 바구미             |
| 263-2 | ケロロ がんばれゴミ袋! であります                             | 케로로 힘내라 쓰레기봉투!                        | 7-2 (248-2)  | 케로로 힘내라, 봉투라슈!                  |
| 264-1 | ケロロ 宇宙デジタル怪獣襲来! であります                       | 케로로 우주 디지털 괴수 습격!                    | 8-1 (249-1)  | 케로로 우주디지털괴물 습격!               |
| 264-2 | ケロロ 変身 であります                                        | 케로로 변신                                      | 8-2 (249-2)  | 케로로 변신                               |
| 265-1 | ギロロ リモコンでデート であります                            | 기로로 리모컨으로 데이트                         | 9-1 (250-1)  | 기로로 리모컨으로 데이트                  |
| 265-2 | ケロロ プーがいた洞窟 であります                              | 케로로 푸가 있던 동굴                            | 9-2 (250-2)  | 케로로 "뿌"가 있던 동굴                   |
| 266-1 | タママ 目覚めのキッスは僕のもの であります                    | 타마마 아침 키스는 나의 것                       | 10-1 (251-1) | 타마마 모닝뽀뽀는 나의 것!                |
| 266-2 | プルル ばれちゃった秘密?! であります                          | 푸루루 들켜버린 비밀?!                           | 10-2 (251-2) | 푸루루 들켜버린 비밀!?                    |
| 267-1 | ケロロ エアなんとか大作戦! であります                         | 케로로 에어 어쩌구 대작전!                       | 11-1 (252-1) | 케로로 체험! 삽질의 현장!                 |
| 267-2 | ケロロ モ テ る であります                                    | 케로로 인기짱                                    | 11-2 (252-2) | 케로로 인기 짱~!                          |
| 268   | ケロゼロ ペコポン人メカデザイナー カトヤマキコ登場 であります | 케로제로 지구인 메카 디자이너 카토야마 키코 등장 | 12 (253)     | 케로제로 퍼렁별 머신 디자이너 은아루 등장 |
| 269-1 | 桃華 ホレたハレたの大騒動 であります                          | 모모카 홀딱 반한 대소동                          | 13-1 (254-1) | 나라 사랑의 묘약 대소동                   |
| 269-2 | ギロロ 夏美からの脱出! であります                             | 기로로 나츠미로부터의 탈출!                      | 13-2 (254-2) | 기로로 한별이한테서 탈출하라!             |
| 270   | ちびケロVSちび冬樹 であります                                 | 꼬마케로VS꼬마후유키                             | 14 (255)     | 꼬마케로VS꼬마우주                        |
| 271-1 | タママ 先輩はつらいよ であります                              | 타마마 선배는 괴로워요                           | 15-1 (256-1) | 타마마 선배는 괴로워!                     |
| 271-2 | 夏美 僕たち男の子! であります                                 | 나츠미 우린 남자!                                | 15-2 (256-2) | 한별 우리는 사실 남자다~♪                 |
| 272-1 | ウェットルキング 対 556! であります                           | 웨틀킹 대 556!                                   | 16-1 (257-1) | 웨틀킹 대 556!                            |
| 272-2 | 三大怪人 ペコポン最小の決戦 であります                        | 3대괴인 지구 최소의 결전                         | 16-2 (257-2) | 물고 물리는 세 천적의 사소한 결전         |
| 273-1 | ケロロ 仕込みはOK であります                                  | 케로로 훈련은 OK                                 | 17-1 (258-1) | 케로로 준비는 OK                          |
| 273-2 | 小雪 対決!真夏の海岸 であります                               | 코유키 대결! 한여름의 해안                       | 17-2 (258-2) | 설화 한 여름의 해안                       |
| 274   | ケロロ小隊 沈黙のケロロ! であります                           | 케로로 소대 침묵의 케로로!                       | 18 (259)     | 케로로소대 침묵의 케로로!                 |
| 275-1 | ケロロ ケロン式ゴルフ であります                              | 케로로 케론식 골프                               | 19-1 (260-1) | 케로로 케론식 골프                        |
| 275-2 | ケロロ 走れケロロ であります                                  | 케로로 달려라 케로로                             | 19-2 (260-2) | 케로로 달려라, 케로로!                    |
| 276-1 | ケロロ 提督殿強襲! であります                                 | 케로로 제독님 강습!                              | 24-1 (265-1) | 케로로 장군님 바꿔치기!                   |
| 276-2 | ギロロ チャックはそのままで! であります                       | 기로로 지퍼는 그대로!                            | 24-2 (265-2) | 기로로 기다려라!                          |
| 277-1 | ケロゼロ 宇宙で出前! であります                               | 케로제로 우주에서 배달!                          | 20-1 (261-1) | 케로제로 부침개 시키신 분~!               |
| 277-2 | ケロゼロ 食べたい方程式 であります                            | 케로제로 먹고 싶은 방정식                        | 20-2 (261-2) | 케로제로 먹고 싸고 방정식                 |
| 278-1 | 幽霊ちゃん ビフォーアフター であります                        | 유령짱 Before After                              | 21-1 (262-1) | 유령소녀 BEFORE & AFTER                   |
| 278-2 | ギロロ 赤い妖精 であります                                    | 기로로 빨간 요정                                 | 21-2 (262-2) | 기로로 빨간 요정                          |
| 279   | アリサ 初めてのママ!? であります                              | 아리사 첫 엄마!?                                 | 22 (263)     | 리사 엄마를 찾아서..                      |
| 280-1 | ケロロ&夏美 仁義無きスタンプカード であります                 | 케로로&나츠미 의리 없는 스탬프 카드              | 23-1 (264-1) | 케로로&한별 스탬프 쟁탈전                 |
| 280-2 | ケロロ 悲しみのケロボット であります                          | 케로로 슬픔의 케로봇                             | 23-2 (264-2) | 케로로 슬픈 케로봇                        |
| 281-1 | ケロロ セミ小隊 であります                                    | 케로로 매미 소대                                 | 25-1 (266-1) | 케로로 매미소대                           |
| 281-2 | ケロロ ケーローの日 であります                                | 케로로 케로의 날                                 | 25-2 (266-2) | 케로로 케로의 날                          |
| 282-1 | 桃華 突然 炎のごとく であります                               | 모모카 돌연 불꽃처럼                             | 26-1 (267-1) | 나라 어느 날 불꽃처럼                     |
| 282-2 | ケロゼロ イチジク戦線 異状なし! であります                    | 케로제로 무화과 전선 이상 없음!                  | 26-2 (267-2) | 케로제로 무화과 전선 이상 없음!           |
| 283-1 | ケロロ 5人の呆れるケロン人 であります                         | 케로로 5인의 어이없는 케론인                     | 27-1 (268-1) | 케로로 5인의 어이없는 케론인              |
| 283-2 | 冬樹 人間の惑星 であります                                    | 후유키 인간의 혹성                               | 27-2 (268-2) | 우주 인간의 혹성                          |
| 284   | ドロロ さらば小隊 であります                                  | 도로로 안녕 소대                                 | 28 (269)     | 도로로 굿바이 소대                        |
| 285-1 | 秋 地球防衛最前線! であります                                 | 아키 지구방위최전선!                             | 29-1 (270-1) | 엄마 지구 방어 최전선                     |
| 285-2 | 夏美 緊迫! 授業参観 であります                                | 나츠미 긴박! 수업참관                            | 29-2 (270-2) | 한별 긴박! 수업참관                       |
| 286-1 | ケロロ うっかりビチョビチョ大作戦! であります                 | 케로로 무심코 축축 대작전!                       | 30-1 (271-1) | 케로로 얼떨결에 옷이 축축 대작전!         |
| 286-2 | ケロロ 侵略!恐怖のソフトグロン であります                     | 케로로 침략! 공포의 소프트 그롬                  | 30-2 (271-2) | 케로로 공포의 침략자 아이스그롬!          |
| 287-1 | 夏美 しゃっくり止めて〜 であります                            | 나츠미 딸꾹질 멈춰줘~                            | 31-1 (272-1) | 한별이 딸꾹질 좀 멈춰줘!                  |
| 287-2 | ケロゼロ 訓練惑星の待ち人 であります                          | 케로제로 훈련혹성의 기다리는 사람                | 31-2 (272-2) | 케로제로 훈련행성에서 기다리는 사람       |
| 288-1 | ケロロ カッパ伝説 であります                                  | 케로로 캇파 전설                                 | 32-1 (273-1) | 케로로 거북요괴 이야기                    |
| 288-2 | ケロロ おかえりなさい であります                              | 케로로 잘 돌아오셨습니다                         | 32-2 (273-2) | 케로로 잘 돌아왔다!                       |
| 289-1 | ギロロ 戦場の赤い悪魔 であります                              | 기로로 전장의 빨간 악마                          | 33-1 (274-1) | 기로로 전쟁터의 붉은 악마                 |
| 289-2 | ケロロ そのウソ、ホント? であります                           | 케로로 그 거짓말, 진짜?                          | 33-2 (274-2) | 케로로 그 거짓말 진짜야?                  |
| 290-1 | ポヨン ポールにミラクル大作戦 であります                      | 포용 폴에게 미라클 대작전                        | 34-1 (275-1) | 뽀용 폴을 향한 미라클 대작전              |
| 290-2 | ケロゼロ 雪は無慈悲な夜の女王 であります                      | 케로제로 눈은 무자비한 밤의 여왕                 | 34-2 (275-2) | 케로제로 눈은 무자비한 밤의 여왕          |
| 291-1 | アリサ&ネブラ 初めての温泉 であります                         | 아리사&네브라 첫 온천                            | 35-1 (276-1) | 리사&네브라 처음 가본 온천                |
| 291-2 | ケロロ小隊 奮闘!酉の市 であります                             | 케로로 소대 분투! 토리노이치                     | 35-2 (276-2) | 케로로소대 고군분투 복갈퀴축제!           |
| 292-1 | 夏美 タンスの秘密 であります                                  | 나츠미 서랍장의 비밀                             | 36-1 (277-1) | 한별이 서랍장의 비밀                      |
| 292-2 | ケロロ 夢の中に君がいて であります                            | 케로로 꿈 속에 네가 있고                         | 36-2 (277-2) | 케로로 꿈 속에 너 있다!                   |
| 293   | またまたゲロゲロ30分 であります                               | 또또 게로게로 30분                               | 37 (278)     | 또다시 게로게로 30분!                     |
| 294-1 | 吉岡平 親衛隊哀歌 であります                                  | 요시오카다이라 친위대 애가                       | 38-1 (279-1) | 정의봉 친위대 애가                        |
| 294-2 | 夏美 クリスマス会大作戦 であります                            | 나츠미 크리스마스회 대작전                       | 38-2 (279-2) | 한별이 크리스마스파티 대작전              |
| 295-1 | ケロロ 二人が一人ケロロ〜ム! であります                       | 케로로 둘이서 하나 케로~롬!                      | 39-1 (280-1) | 케로로 뭉쳐라, 케론 퓨~전!                |
| 295-2 | ケロロ 謎の最終兵器 であります                                | 케로로 수수께끼의 최종병기                       | 39-2 (280-2) | 케로로 정체불명의 최종병기                |
| 296-1 | ケロロ 新年早々ラッキー であります                            | 케로로 신년부터 럭키                             | 40-1 (281-1) | 케로로 새해 시작부터 운수대통             |
| 296-2 | ケロロ 今年はケロン年! であります                             | 케로로 올해는 케론년!                            | 40-2 (281-2) | 케로로 올해는 케론 해!                    |
| 297-1 | ケロロ チャンスは一度! であります                             | 케로로 찬스는 한 번!                             | 41-1 (282-1) | 케로로 기회는 한 번!                      |
| 297-2 | ダンガル 大地に立つ であります                                | 담걸 대지에 서다                                 | 41-2 (282-2) | 담걸, 대지에 서다                         |
| 298-1 | モア さよならペコポン であります                              | 모아 안녕 지구                                   | 42-1 (283-1) | 모아 안녕 퍼렁별                          |
| 298-2 | サブロー 謎多き少年 であります                                | 사부로 수수께끼 투성이의 소년                    | 42-2 (283-2) | 사빈 불가사의한 소년                      |
| 299-1 | ギロロ Gを倒せ! であります                                    | 기로로 G를 쓰러뜨려라!                           | 43-1 (284-1) | 기로로 G를 박멸하라!                      |
| 299-2 | ギロロ Gの逆襲 であります                                     | 기로로 G의 역습                                  | 43-2 (284-2) | 기로로 G의 역습                           |
| 300   | オノノ 幻のケロン兵 であります                                | 오노노 환상의 케론병                             | 44 (285)     | 오노노 환상의 케론병사                    |
| 301-1 | タママ 西澤家追放? であります                                 | 타마마 니시자와가 추방?                          | 45-1 (286-1) | 타마마 나라네 집에서 추방?                |
| 301-2 | 桃華 愛と悲しみのチョコケーキ であります                      | 모모카 사랑과 슬픔의 초코케이크                  | 45-2 (286-2) | 나라 사랑과 슬픔의 초콜릿 케익            |
| 302-1 | ケロロ 我輩は監督ぢゃよ! であります                           | 케로로 이 몸은 감독이다!                         | 46-1 (287-1) | 케로로 난 감독이다!                       |
| 302-2 | ケロロ&冬樹 大都会の小さな冒険 であります                     | 케로로&후유키 대도시의 작은 모험                 | 46-2 (287-2) | 케로로와 우주 대도시 속 “작은 모험”       |
| 303   | ケロゼロ 故郷はペコポン であります                            | 케로제로 고향은 지구                             | 47 (288)     | 케로제로 고향은 퍼렁별                    |
| 304   | ケロロ それだけは返してちょ〜だい! であります                 | 케로로 그것만은 돌려~줘!                         | 48 (289)     | 케로로 그것만은 돌려줘!                   |
| 305   | ノビビ が来た! であります                                     | 노비비가 왔다!                                   | 49 (290)     | 노비비가 왔다                             |
| 306-1 | しゅごケロ どっきどきパーティー! であります                   | 수호케로 두근두근 파티!                          | 50-1 (291-1) | 수호케로 두근두근 체인지                  |
| 306-2 | ドロロ ドロ郎がくる! であります                               | 도로로 도로로우(郞)가 온다!                      | 50-2 (291-2) | 도로로 분노의 화신 강림!                  |
| 307   | ケロロ&冬樹 タイムカプセルの夜 であります                     | 케로로&후유키 타임캡슐의 밤                      | 51 (292)     | 케로로&우주 타임캡슐의 밤                 |

### 시즌 7 (2010–11)
| 일본  | 일본                                                | 일본                                 | 대한민국     | 대한민국                             |
| 화수  | 방영 타이틀                                         | 방영 타이틀                          | 화수         | 방영 타이틀                          |
| ----- | --------------------------------------------------- | ------------------------------------ | ------------ | ------------------------------------ |
| 308-1 | ケロロ 第三惑星の悪夢 であります                    | 케로로 제3혹성의 악몽                | 1-1 (293-1)  | 케로로 제3행성의 악몽                |
| 308-2 | 夜のケロロ軍曹 であります                           | 밤의 케로로 군조                     | -            | -                                    |
| 309-1 | ギロロ ペコポン侵略開始! であります                 | 기로로 지구 침략 개시!               | 1-2 (293-2)  | 기로로 퍼렁별 침략 개시              |
| 309-2 | ギロロ&夏美 携帯メール作戦 であります               | 기로로&나츠미 문자메시지 작전        | -            | -                                    |
| 310-1 | タママ お菓子の王国 であります                      | 타마마 과자의 왕국                   | 2-1 (294-1)  | 타마마 과자의 왕국                   |
| 310-2 | 桃華 お世話になります であります                    | 모모카 신세 좀 지겠습니다            | -            | -                                    |
| 311-1 | クルル 侵略ははじまっている であります              | 쿠루루 침략은 이미 시작되었다        | 2-2 (294-2)  | 쿠루루 침략은 이미 시작되었다        |
| 311-2 | ケロロ ケロいい話! であります                       | 케로로 케로 좋은 이야기!             | -            | -                                    |
| 312-1 | ドロロ 侵略こそ我が使命! であります                 | 도로로 침략이야말로 나의 사명!       | 3-1 (295-1)  | 도로로 침략이야말로 나의 사명        |
| 312-2 | 小雪 のヒ・ミ・ツ…。 であります                     | 코유키 의 비·밀…。                   | -            | -                                    |
| 313-1 | ケロロ 侵略達成翌日 であります                      | 케로로 침략달성 다음날               | 3-2 (295-2)  | 케로로 침략달성 다음 날              |
| 313-2 | 秋 侵略者になる であります                          | 아키 침략자가 되다                   | -            | -                                    |
| 314-1 | ケロロ 裸の侵略者 であります                        | 케로로 알몸의 침략자                 | 4-1 (296-1)  | 케로로 벌거벗은 침략자               |
| 314-2 | 夏美&サブロー 昼休みの空 であります                 | 나츠미&사부로 점심시간의 하늘        | -            | -                                    |
| 315-1 | ケロロ 楽しい園芸 であります                        | 케로로 즐거운 원예                   | 4-2 (296-2)  | 케로로 즐거운 원예                   |
| 315-2 | 冬樹 いつかの影ふみ であります                      | 후유키 언젠가의 그림자 밟기          | -            | -                                    |
| 316-1 | 桃華 私は軍曹? であります                           | 모모카 나는 군조?                    | 5-1 (297-1)  | 나라 나는 중사?                      |
| 316-2 | ケロロ 宇宙からの侵略者作戦 であります              | 케로로 우주로부터의 침략자작전       | -            | -                                    |
| 317-1 | ケロロ ヴァイパーを捜せ! であります                 | 케로로 바이퍼를 찾아라!              | 5-2 (297-2)  | 케로로 바이퍼를 찾아라!              |
| 317-2 | ギロロ 天袋の中の戦士 であります                    | 기로로 천장 속의 전사                | -            | -                                    |
| 318-1 | ドロロ 仮面の男 であります                          | 도로로 가면의 사나이                 | 6-1 (298-1)  | 도로로 가면의 사나이                 |
| 318-2 | モア 黒い来訪者 であります                          | 모아 검은 방문자                     | 6-2 (298-2)  | 모아 검은 방문자                     |
| 319-1 | モア 天才ハッカー? であります                       | 모아 천재해커?                       | 9-1 (301-1)  | 모아 천재 해커?                      |
| 319-2 | クルル 小さな古時計 であります                      | 쿠루루 작은 고물시계                 | -            | -                                    |
| 320-1 | 夏美 憧れの侵略者! であります                       | 나츠미 동경하는 침략자!              | 7-1 (299-1)  | 한별이 동경하는 침략자               |
| 320-2 | プルル 六月の花嫁!? であります                      | 푸루루 6월의 신부!?                  | 7-2 (299-2)  | 푸루루 6월의 신부?                   |
| 321-1 | ケロロ 古きに学べ であります                        | 케로로 옛 것에서 배워라              | 8-1 (300-1)  | 케로로 옛 것에서 배우자              |
| 321-2 | 夏美 優しさは罪 であります                          | 나츠미 상냥한 것은 죄                | 8-2 (300-2)  | 한별이 상냥한 건 죄?                 |
| 322-1 | ギロロ 脱出不可能?! であります                      | 기로로 탈출 불가능?!                 | -            | -                                    |
| 322-2 | ケロロ 救出不可能?! であります                      | 케로로 구출 불가능?!                 | -            | -                                    |
| 323-1 | ケロロ 宇宙お留守番長降臨 であります                | 케로로 우주 집보기 대장 강림         | 9-2 (301-2)  | 케로로 우주 집보기 대장 강림         |
| 323-2 | 夏美 戦場カメラマン大訓練! であります               | 나츠미 전장 카메라맨 대훈련!         | -            | -                                    |
| 324-1 | 夏美 押すな! であります                             | 나츠미 누르지 마!                    | 10-1 (302-1) | 한별이 누르지마!                     |
| 324-2 | ケロロ 侵略者度チェック であります                  | 케로로 침략자도 체크                 | 10-2 (302-2) | 케로로 침략자 지수 체크              |
| 325-1 | ケロロ バージョンアップモデル であります            | 케로로 버전 업 모델                  | 11-1 (303-1) | 케로로 업그레이드 모델               |
| 325-2 | ケロロ お化粧するは我にあり であります              | 케로로 화장은 내게 맡겨라            | 11-2 (303-2) | 화장은 내게 맡겨라!                  |
| 326-1 | ちびケロ あの夏の花火 であります                    | 꼬마케로 그 여름날의 불꽃놀이        | 14-1 (306-1) | 꼬마 케로 그 여름날의 불꽃놀이       |
| 326-2 | ケロロ 水着美女コンテスト! であります               | 케로로 수영복미녀 콘테스트!          | -            | -                                    |
| 327-1 | ケロロ 正義の味方! であります                       | 케로로 정의의 편!                    | 12-1 (304-1) | 케로로 정의의 용사                   |
| 327-2 | ケロロ あっという間の侵略! であります               | 케로로 순식간에 침략!                | 12-2 (304-2) | 케로로 순식간에 침략                 |
| 328-1 | 桃華 普通にしやがれ! であります                     | 모모카 평범하게 해라!                | 13-1 (305-1) | 나라 평범하게!                       |
| 328-2 | ポール の休日 であります                            | 폴 의 휴일                           | 13-2 (305-2) | 폴의 휴일                            |
| 329-1 | 冬樹 気になる! であります                           | 후유키 신경쓰여!                     | 14-2 (306-2) | 우주 신경이 쓰여!                    |
| 329-2 | 夏美 海は広いな大きいな であります                  | 나츠미 바다는 넓구나 크구나          | -            | -                                    |
| 330-1 | 556 史上最凶の相棒 であります                       | 556 사상 최악의 동료                 | 20-1 (312-1) | 556 사상 최악의 파트너               |
| 330-2 | 小雪 初めてのカレー であります                      | 코유키 첫 카레                       | -            | -                                    |
| 331-1 | 夏美 怒ってはいけない一週間 であります              | 나츠미 화내면 안되는 일주일          | 15-1 (307-1) | 한별이 화내면 안되는 일주일          |
| 331-2 | ケロロ 侵略はベツバラ? であります                   | 케로로 침략배는 따로?                | 15-2 (307-2) | 케로로 침략배는 따로?                |
| 332-1 | 冬樹 蝶人出現? であります                           | 후유키 접인 출현?                    | 16-1 (308-1) | 우주 나비인간 출현?                  |
| 332-2 | ギロロ 招かねざる客 であります                      | 기로로 초대받지 않은 손님            | 16-2 (308-2) | 기로로 초대받지 않은 손님            |
| 333-1 | 桃華 星空の気持ち であります                        | 모모카 별 하늘의 마음                | 17-1 (309-1) | 나라 별이 빛나는 밤에                |
| 333-2 | ケロロ 福毛ちゃん であります                        | 케로로 복털짱                        | 17-2 (309-2) | 케로로 복털이?                       |
| 334-1 | ケロロ 激突☆暴輪具(スタアボウリング)大会 であります | 케로로 격돌 스타 폭륜구 대회         | 18-1 (310-1) | 케로로 격돌! 스타 폭륜구 대회        |
| 334-2 | ケロロ 我輩、超決断計画!? であります                | 케로로 이 몸, 초결단계획!?           | 18-2 (310-2) | 케로로 벼랑 끝에서의 결단            |
| 335-1 | ケロロ 隊長代理ロボ出動! であります                 | 케로로 대장 대리로봇 출동!           | 19-1 (311-1) | 케로로 대장 대리 로봇 출동!          |
| 335-2 | ケロロ 月は豪華だ! であります                       | 케로로 달은 화려하다!                | 19-2 (311-2) | 케로로 달은 호화롭다!                |
| 336-1 | ドロロ 忍び寄る影 であります                        | 도로로 다가오는 그림자               | 20-2 (312-2) | 도로로 덮쳐오는 그림자               |
| 336-2 | 夏美 日向家建物探訪 であります                      | 나츠미 히나타가 건물 탐방            | -            | -                                    |
| 337-1 | ケロロ アルジャナイノンに花束を であります          | 케로로 아르제나이논에게 꽃다발을     | 21-1 (313-1) | 케로로 아르제나이논에 꽃다발을!      |
| 337-2 | ギロロ Oh!モウギュウ であります                     | 기로로 Oh! 맹우                      | 21-2 (313-2) | 기로로 Oh! 황소                      |
| 338-1 | 小雪 ハロウィンの日に であります                    | 코유키 할로윈 데이에                 | 22-1 (314-1) | 설화 할로윈 데이에                   |
| 338-2 | 小雪VSアリサ 深海の決闘 であります                  | 코유키VS아리사 심해의 결투           | -            | -                                    |
| 339-1 | ケロロ 恐怖の赤信号 であります                      | 케로로 공포의 적신호                 | 22-2 (314-2) | 케로로 공포의 빨간불                 |
| 339-2 | ケロロ 侵略プラスマイナス であります                | 케로로 침략 플러스 마이너스          | -            | -                                    |
| 340-1 | 秋 本当のラーメン であります                        | 아키 진정한 라면                     | 23-1 (315-1) | 엄마 진정한 라면                     |
| 340-2 | ジョリリ 偽りのラーメン であります                  | 죠리리 거짓된 라면                   | 23-2 (315-2) | 죠리리 거짓된 라면                   |
| 341-1 | ケロロ トイレでサバイバル であります                | 케로로 화장실에서 서바이벌           | 24-1 (316-1) | 케로로 화장실에서 서바이벌           |
| 341-2 | ケロロ 対ギロロ対タママ対ドロロ であります          | 케로로 대 기로로 대 타마마 대 도로로 | 24-2 (316-2) | 케로로 대 기로로 대 타마마 대 도로로 |
| 342-1 | ケロロ 誕生! 新必殺技! であります                   | 케로로 탄생! 신필살기!               | 25-1 (317-1) | 케로로 탄생! 신 필살기!              |
| 342-2 | 夏美 ツツヌケ であります                            | 나츠미 마음 속 소리가 들려           | 25-2 (317-2) | 한별이 마음 속 소리                  |
| 343-1 | 556 宇宙刑事だっ! であります                        | 556 우주형사다!                      | 26-1 (318-1) | 556 우주형사다!                      |
| 343-2 | ラビー におまかせ であります                        | 라비 에게 맡겨주세요                 | 26-2 (318-2) | 라비 에게 맡겨줘요                   |
| 344-1 | プルル めぐり愛ペコポン であります                  | 푸루루 돌고도는 사랑 지구            | 27-1 (319-1) | 푸루루 사랑의 퍼렁별                 |
| 344-2 | アリサ&桃華 女の戦い であります                     | 아리사&모모카 여자의 싸움            | 27-2 (319-2) | 리사&나라 여자들의 싸움              |
| 345-1 | ケロロVSギロロ 氷雨の中の決闘! であります           | 케로로VS기로로 차가운 빗속의 결투!   | 33-1 (325-1) | 케로로VS기로로 빗속의 결투           |
| 345-2 | ケロロ小隊 大忘年会 であります                      | 케로로 소대 대 망년회                | -            | -                                    |
| 346-1 | ケロロ ボツ作戦大作戦 であります                    | 케로로 버려진 작전 대작전            | 28-1 (320-1) | 케로로 폐기작전 대작전               |
| 346-2 | ケロロ 拝啓、夏美殿 であります                      | 케로로 근계, 나츠미님                | 28-2 (320-2) | 케로로 한별이 아씨에게               |
| 347-1 | ケロロ 侵略者のオーラ であります                    | 케로로 침략자의 오라                 | 29-1 (321-1) | 케로로 침략자의 오라                 |
| 347-2 | ドロロ ん?タママ君 であります                       | 도로로 응? 타마마군                  | 29-2 (321-2) | 도로로 응? 타마마                    |
| 348-1 | 冬樹 誕生!ジャージマン冬樹 であります               | 후유키 탄생! 저지맨 후유키           | 30-1 (322-1) | 우주 탄생! 트레이닝맨 우주           |
| 348-2 | ケロロ 素敵なのど飴 でありまちんぴょろ              | 케로로 멋진 목캔디                   | 30-2 (322-2) | 케로로 멋진 목캔디                   |
| 349-1 | ケロロ 日常を侵略せよ であります                    | 케로로 일상을 침략하라               | 31-1 (323-1) | 케로로 일상을 침략하라               |
| 349-2 | ケロロ リセット万歳 であります                      | 케로로 리셋 만세                     | 31-2 (323-2) | 케로로 리셋 만세                     |
| 350-1 | モア オジサマ奮闘記 であります                      | 모아 아저씨 분투기                   | 32-1 (324-1) | 모아 아저씨 분투기                   |
| 350-2 | 秋VSネコ 異種格闘技戦! であります                   | 아키VS고양이 이종격투기전!           | 32-2 (324-2) | 엄마VS고양이 이종격투기전            |
| 351-1 | こんどはゲロゲロ15分 であります                     | 이번엔 게로게로 15분                 | -            | -                                    |
| 351-2 | ギロロ 見せてくれ! であります                       | 기로로 보여줘!                       | -            | -                                    |
| 352-1 | ナベベ 闇鍋奉行! であります                         | 나베베 어둠의 전골 나리!             | -            | -                                    |
| 352-2 | 夏美 623の正体 であります                           | 나츠미 623의 정체                    | 33-2 (325-2) | 한별이 623의 정체                    |
| 353-1 | 幽霊ちゃん 私 成仏します であります                 | 유령짱 저 성불할게요                 | 34-1 (326-1) | 유령 저승으로 가요                   |
| 353-2 | ギロロ 夢見る頃を過ぎても であります                | 기로로 꿈꾸던 날이 지나도            | 34-2 (326-2) | 기로로 꿈꾸던 날이 지나도            |
| 354-1 | ケロロ 未来からの訪問者 であります                  | 케로로 미래로부터의 방문자           | 35-1 (327-1) | 케로로 미래에서 온 방문자            |
| 354-2 | 623 ラジオスターの悲劇 であります                   | 623 라디오스타의 비극                | 35-2 (327-2) | 623 라디오 스타의 고뇌               |
| 355-1 | 桜華 引退! であります                               | 오우카 은퇴!                         | 36-1 (328-1) | 나라 엄마 은퇴                       |
| 355-2 | ケロロ 君は生き残ることができるか であります        | 케로로 그대는 살아남을 수 있는가     | 36-2 (328-2) | 케로로 너는 살아남을 수 있을까       |
| 356-1 | ケロロ小隊 真ドラゴンウォリアーズ であります        | 케로로 소대 진 드래곤 워리어즈       | 37-1 (329-1) | 케로로소대 진짜 드래곤 워리어즈      |
| 356-2 | モア もうひとりへの春 であります                    | 모아 또 다른 나를 위한 봄            | 37-2 (329-2) | 모아 또 다른 나에게 봄을             |
| 357   | 日向家 春、帰還 であります                          | 히나타가 하루, 귀환                  | 38 (330)     | 우리집 봄, 귀환                      |
| 358-1 | ケロロ 世界のケロロ軍曹 であります                  | 케로로 세계의 케로로 군조            | 39-1 (331-1) | 케로로 세계의 케로로중사             |
| 358-2 | ケロロ ケロン軍式遠足大公開! であります             | 케로로 케론군식 소풍 대공개!         | 39-2 (331-2) | 케로로 케론군대식 소풍 대공개        |

## 영화
| 번호 | 제목                                                                      | 감독                         | 작가              | 본 공개 날짜    | 대한민국 공개 날짜            |
| ---- | ------------------------------------------------------------------------- | ---------------------------- | ----------------- | --------------- | ----------------------------- |
| 1    | "최종병기 키루루" "超劇場版ケロロ軍曹"                                    | 사토 준이치, 야마모토 유스케 | 이케다 마미코     | 2006년 3월 1일  | 2006년 5월 4일                |
| 2    | "심해의 프린세스" "深海のプリンセスであります!"                           | 사토 준이치, 야마구치 스스무 | 요코타니 마사히로 | 2007년 3월 17일 | 2008년 8월 6일 2008년 8월 7일 |
| 3    | "꼬마 케로: 케로볼의 비밀" "ちびケロ ケロボールの秘密!?"                  | 콘도 노부히로                | 콘도 노부히로     | 2007년 3월 17일 | 2008년 8월 7일                |
| 4    | "케로로 vs. 케로로 천공대결전" "ケロロ対ケロロ大決戦であります!"          | 사토 준이치, 야마구치 스스무 | 요코타니 마사히로 | 2008년 3월 1일  | 2008년 8월 7일                |
| 5    | "무사 케로: 센고쿠 란성 대 배틀" "武者ケロ お披露目!戦国ラン星大バトル!!" | 콘도 노부히로                | 콘도 노부히로     | 2008년 3월 1일  | 추후 공개                     |
| 6    | "드래곤 워리어" "撃侵ドラゴンウォリアーズであります!"                     | 사토 준이치, 야마구치 스스무 | 야마구치 히로시   | 2009년 3월 7일  | 2009년 4월 30일               |
| 7    | "케로제로: 출발이야! 전원 집합!!" "ケロ0 出発だよ! 全員集合!!"            | 콘도 노부히로                | 요코타니 마사히로 | 2009년 3월 7일  | 추후 공개                     |
| 8    | "기적의 사차원섬" "誕生!究極ケロロ 奇跡の時空島であります!!"              | 사토 준이치, 야마구치 스스무 | 야마구치 히로시   | 2010년 2월 27일 | 2010년 4월 29일               |

## 케로로 (2014)
| 화수     | 방영 타이틀                              | 방영 타이틀             |
| -------- | ---------------------------------------- | ----------------------- |
| FILE:001 | ケロロとの遭遇 I need Keroro             | 케로로와의 조우         |
| FILE:002 | 異星人VS家族 Family vs Alien             | 외계인VS가족            |
| FILE:003 | 宇宙人観察記録 Alien Surveilance         | 우주인관찰기록          |
| FILE:004 | 宇宙の掃除 The Alien Cleans House        | 우주의 청소             |
| FILE:005 | ケロロ小隊集結 Keroro Platoon Formation  | 케로로 소대 집결        |
| FILE:006 | 姉の変身 Sister, Transform!              | 누나의 변신             |
| FILE:007 | 宇宙のナワトビ Outer Space Skipping Rope | 우주의 줄넘기           |
| FILE:008 | 温泉大決戦 Ticket War                    | 온천대결전              |
| FILE:009 | 新たなるケロロ The New Keroro!           | 새로운 케로로           |
| FILE:010 | 宇宙のすごろく Space Game                | 우주의 주사위 게임      |
| FILE:011 | シールの戦い Alien Sticker Battle        | 스티커 싸움             |
| FILE:012 | 宇宙幼稚園 Space Kinder                  | 우주유치원              |
| FILE:013 | イルカに乗った宇宙人 Dolphin and Alien   | 돌고래를 탄 우주인      |
| FILE:014 | 二つのケロンスター The Keron Stars       | 2개의 케론스타          |
| FILE:015 | 偽ケロロ軍団 Fighting Keroro             | 가짜 케로로 군단        |
| FILE:016 | 怪物少女VS宇宙人 Monster Girl VS Alien   | 괴물소녀VS우주인        |
| FILE:017 | ネコ Ultimate Invaders                   | 고양이                  |
| FILE:018 | 宇宙人からの招待状 Alien Trap            | 우주인으로부터의 초대장 |
| FILE:019 | 地球探査計画 Earth Expedition            | 지구탐사계획            |
| FILE:020 | スタイルバトル Skill Battle              | 스타일 배틀             |
| FILE:021 | 宇宙のテレビ Space TV                    | 우주의 TV               |
| FILE:022 | 宇宙動物園 Space Zoo                     | 우주동물원              |
| FILE:023 | 日向家宇宙へ I Feel Space                | 히나타가 우주로         |